# Liste des châteaux en Espagne
Cette liste non exhaustive répertorie les principaux châteaux en Espagne. Ils sont classés par communauté autonome.

## Présentation générale
| Galice Andalousie Murcie Asturies Estrémadure Îles des Canaries Catalogne Castille-La Manche Madrid Aragon Castille-et-León Valence Ceuta Melilla Îles Baléares Navarre La Rioja Cantabrie Pays basque |

Elle inclut les châteaux au sens large du terme, c'est-à-dire :
- les châteaux et châteaux forts (généralement bâtis en milieu rural, y compris chartreuses, gentilhommières, logis seigneuriaux, maisons fortes, manoirs).
- les palais (généralement bâtis en milieu urbain)
- les donjons
- les domaines viticoles, présentant un édifice répondant à la définition de château

quel que soit leur état de conservation (ruines, bâtiments d'origine ou restaurés) et leur statut (musée, propriété privée, ouvert ou non à la visite).
Elle exclut :
- les citadelles ;
- les domaines viticoles qui n'ont de château que le nom, en l'absence d'édifice répondant à la définition de château.

À la vue du nombre d'homonymies de noms de châteaux, quelquefois même à l'intérieur d'une province, merci de préciser la commune, et si possible l'époque, s'il est classé, s'il est ouvert au public et éventuellement anecdote du château lorsqu'il n'a pas encore d'article.
| Symbole          | Signification       |
| ---------------- | ------------------- |
| Ruine ou disparu | Ruine               |
| Château fort     | Château fort        |
| Renaissance      | Château Renaissance |
| Palais           | Palais              |
| Domaine viticole | Domaine viticole    |

## Andalousie

### Province d'Almería
- Alcazaba de Almería, à Almería
- Maisons fortes (Almería) (es)
- Château de San Andrés, à Carboneras
- Château de Guardias Viejas à El Ejido
- Château de las Escobetas (es) à Garrucha.
- Château de Gérgal (es) à Gérgal
- Château de Huebro (es), à Níjar
- Château de San Juan de los Terreros (es) à Pulpí.
- Château de Sierro, à Sierro
- Château de Tabernas (es), à Tabernas
- Château de Vélez Blanco, à Vélez-Blanco

### Province de Cadix
- Château de Alcalá de los Gazules (es), à Alcalá de los Gazules
- Château de Tempul (es) à Algar
- Château d'Arcos de la Frontera, à Arcos de la Frontera
- Muraille d'Arcos de la Frontera, à Arcos de la Frontera
- Château d'Aznalmara à Benaocaz.
- Château Palais de los Ribera, à Bornos
- Château de Santa Catalina à Cadix
- Château de San Sebastián à Cadix
- Château de San Lorenzo del Puntal (es) à Cadix
- Château de Castellar de la Frontera, à Castellar de la Frontera
- Château de Chipiona, à Chipiona
- Château de Conil, à Conil de la Frontera
- Château de San Marcos, à El Puerto de Santa María
- Château de Doña Blanca à El Puerto de Santa María
- Château de Fatetar à Espera
- Château de Melgarejo (es), à Jerez de la Frontera
- Alcázar de Jerez de la Frontera
- Château de Torrecera (es) à Jerez de la Frontera
- Château de Gibalbín (es) à Jerez de la Frontera
- Château de Jimena, à Jimena de la Frontera
- Château de Medina-Sidonia (es) à Medina-Sidonia
- Château de Torre-estrella à Medina-Sidonia
- Château d'Olvera à Olvera
- Château de Carastas (es) à Olvera
- Château de Berroquejo (es) à Puerto Real
- Château de Luna (es), à Rota
- Château de San Romualdo (es) à San Fernando
- Château de Sancti Petri à San Fernando
- Château de Gigonza, à San José del Valle
- Château de Santiago, à Sanlúcar de Barrameda
- Château de Setenil, à Setenil de las Bodegas
- Château de Guzmán el Bueno, à Tarifa
- Château Palais de Santa Catalina, à Tarifa
- Château de Trebujena
- Château de Vejer de la Frontera, à Vejer de la Frontera
- Château de Matrera à Villamartín
- Château de Zahara de la Sierra (es), à Zahara de la Sierra
- Château de Zahara de los Atunes (en) à Zahara de los Atunes

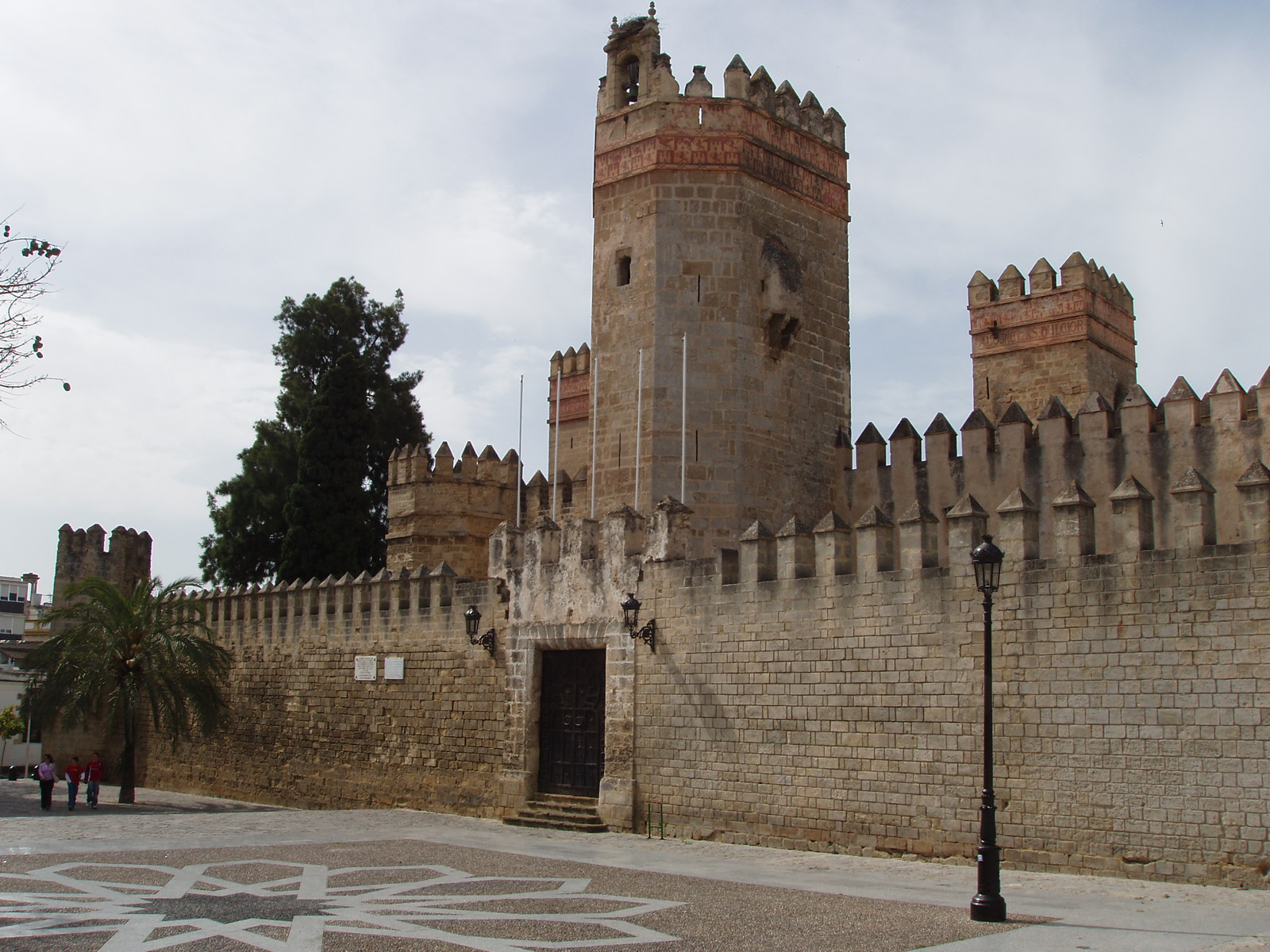
Château de San Marcos
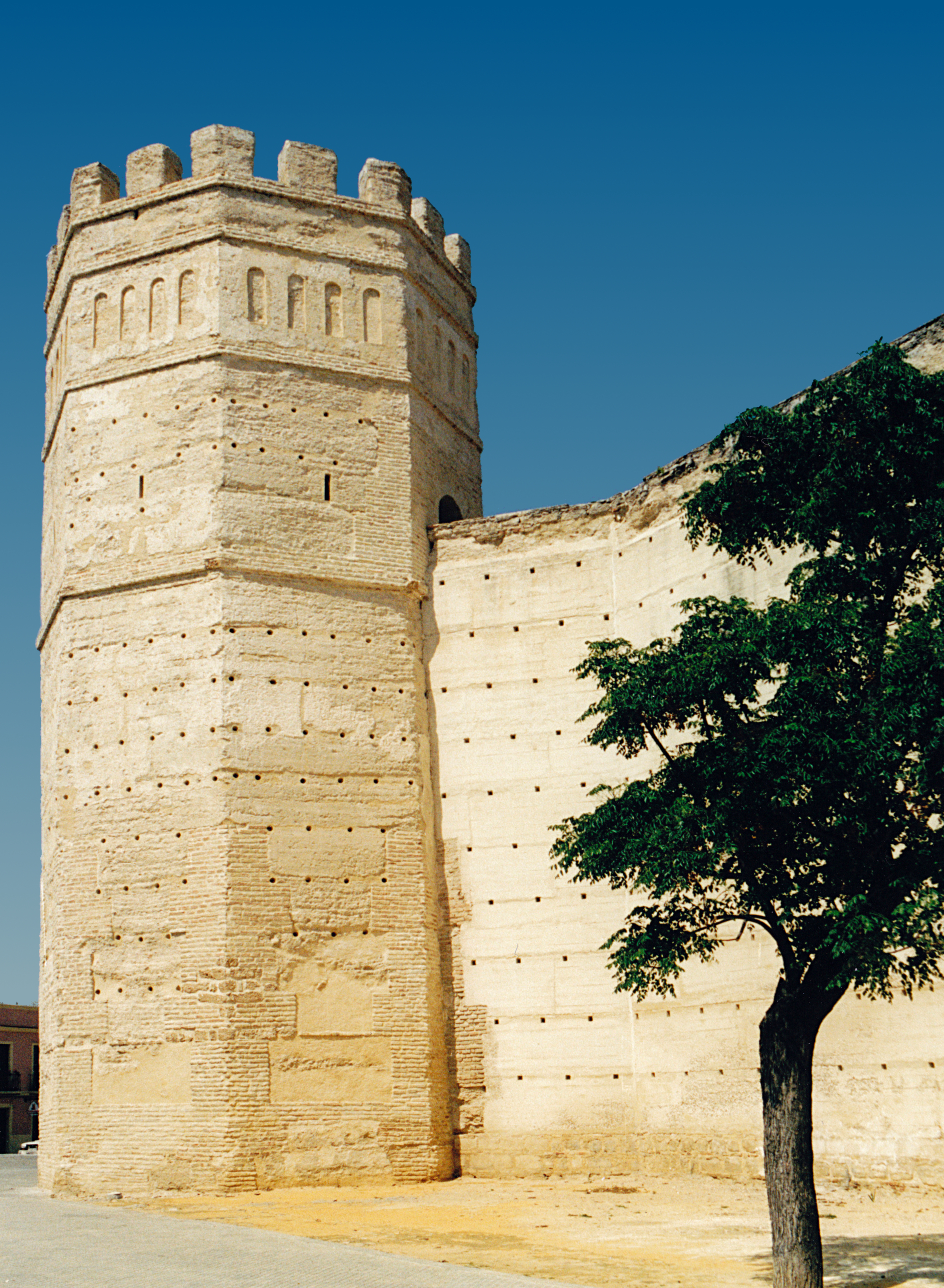
Alcazar de Jerez
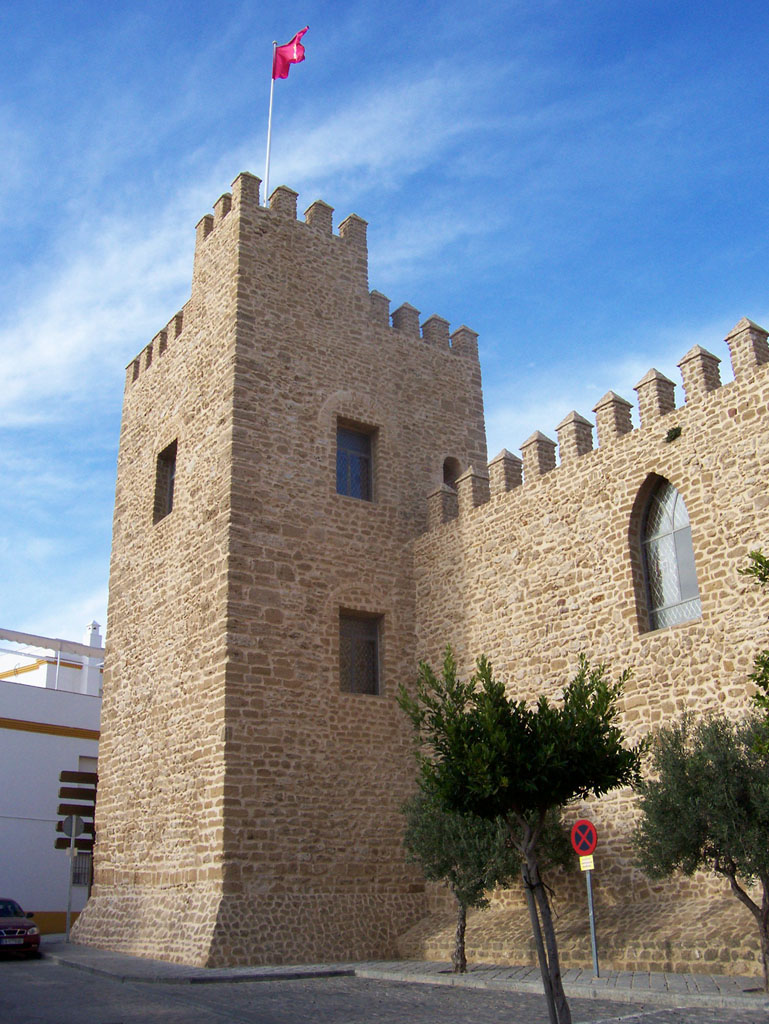
Château de Luna

### Province de Cordoue
- Château d'Almodovar del Río, à Almodovar del Río
- Château de Baena, à Baena
- Château de Belalcázar (es), à Belalcázar
- Château de Bélmez (es), à Belmez
- Château de Bujalance, à Bujalance
- Château Palais de los Condes de Cabra, à Cabra
- Château de Cañete, à Cañete de las Torres
- Château de Carcabuey, à Carcabuey
- Château de Castro del Río, à Castro del Río
- Tour de Castro del Río, à Castro del Río
- Château de Torreparedones (es), à Baena et Castro del Río
- Alcázar des Rois chrétiens, à Cordoue
- Tour de la Calahorra, à Cordoue
- Château de Torrescabrera, à Cordoue
- Alcázar Viejo, à Cordoue
- Tour de Chancillarejo, à Cordoue
- Muraille de la Huerta del Alcázar, à Cordoue
- Muraille de la Juedería, à Cordoue
- Château de l’Albaida, à Cordoue
- Tour de la Malmuerta, à Cordoue
- Muraille de la Ajerquía, à Cordoue
- Château de Doña Mencía, à Doña Mencía
- Tour de Garci Méndez, à El Carpio
- Château de Madroñiz, à El Viso
- Château de Alcalat, à Espejo
- Château de El Vacar, à Espiel
- Château Palais de los Marqueses de Guadalcázar, à Guadalcázar
- Château de Hornachuelos, à Hornachuelos
- Château d'Iznájar, à Iznájar
- Château del Moral, à Lucena
- Château de Luque, à Luque
- Château de Montalván (es) à Montalbán de Córdoba
- Château de Montemayor, à Montemayor
- Château des Deux Sœurs à Montemayor
- Château de Dos Hermanas, à Montemayor
- Château del Gran Capitán, à Montilla
- Tour de Villaverde, à Montoro
- Château de Monturque, à Monturque
- Château de Palma del Río, à Palma del Río
- Muraille de Palma del Río, à Palma del Río
- Tour de Guadacabrilla, à Posadas
- Château de Priego de Córdoba, à Priego de Córdoba
- Château de la Rambla, à Rambla
- Château de Zambra (es) à Rute
- Château de Santaella, à Santaella
- Muraille de Santaella, à Santaella
- Château de Miramontes, à Santa Eufemia
- Muraille de Santa Eufemia, à Santa Eufemia
- Château de Villa del Río, à Villa del Río
- Château de Zuheros, à Zuheros

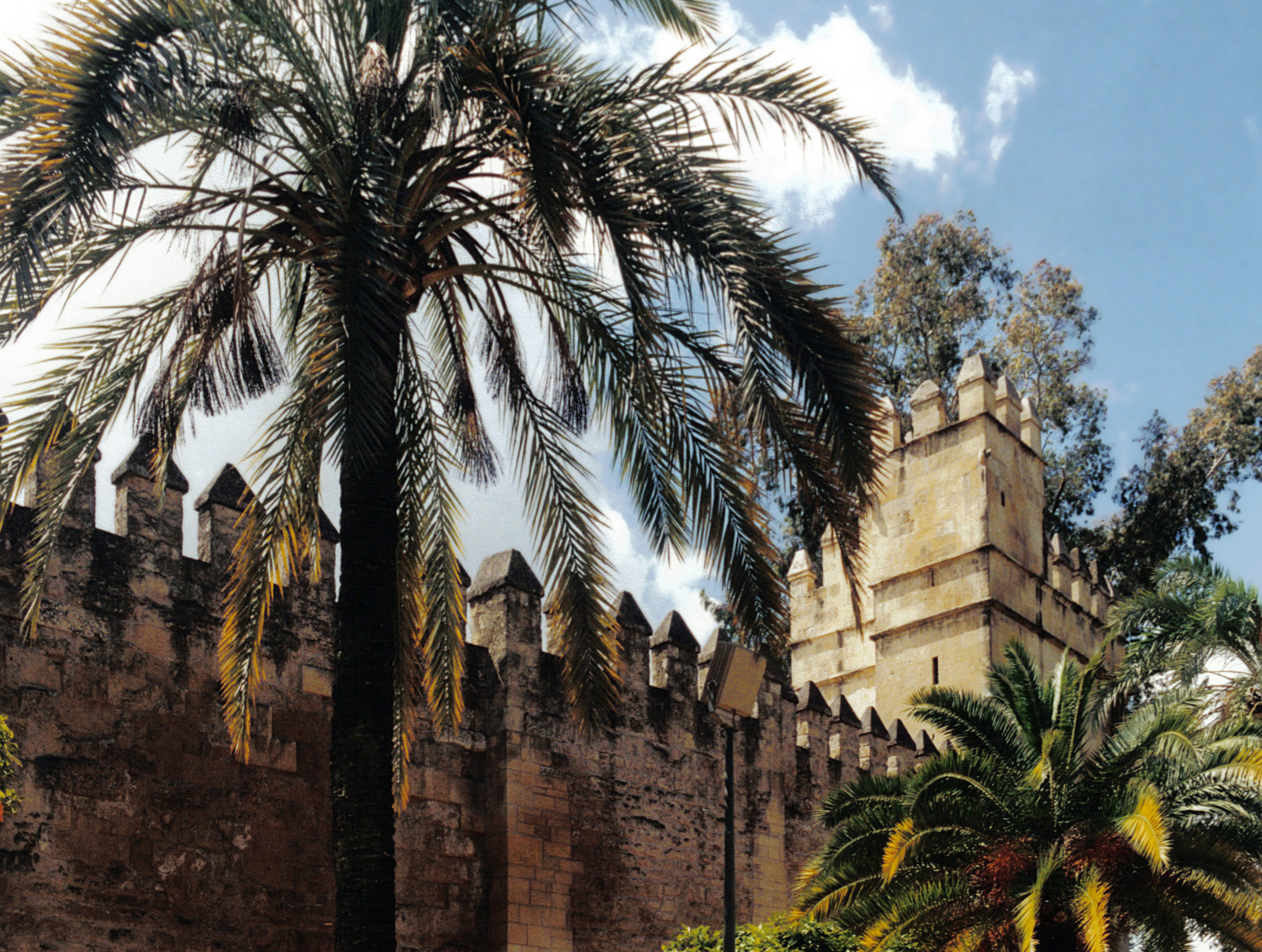
Alcazar de Cordoue
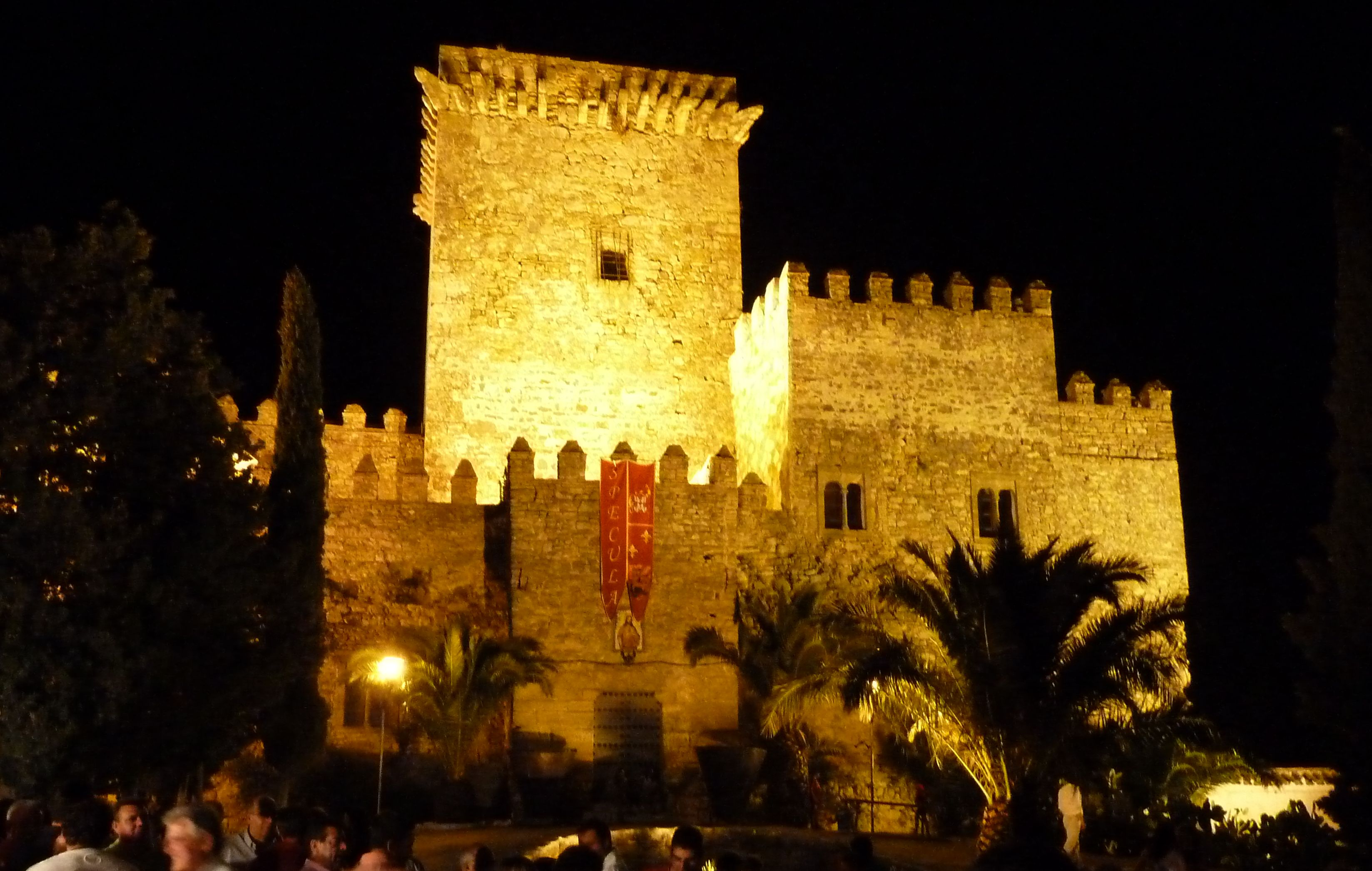
Château de Alcalat
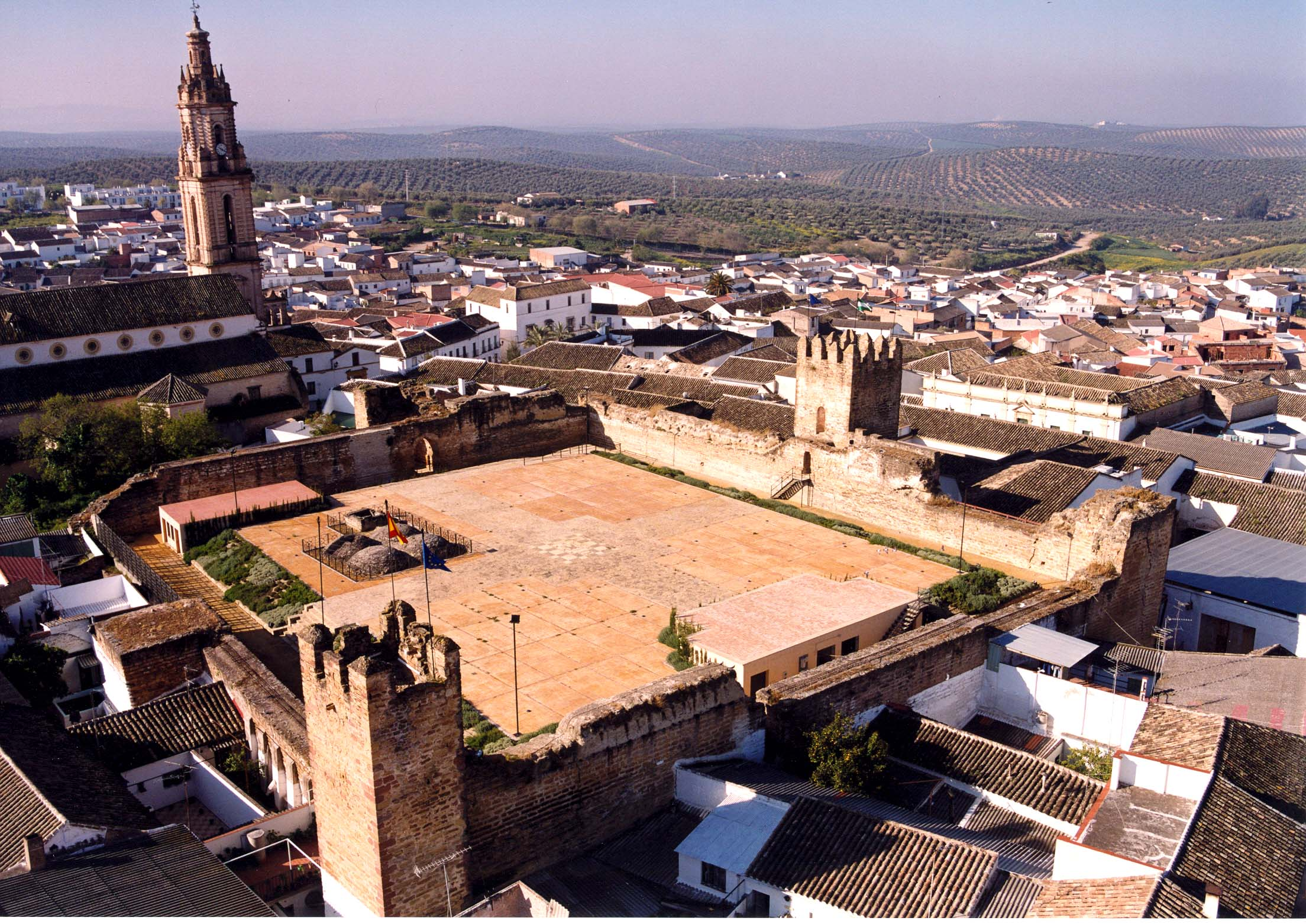
Château de Bujalance

### Province de Grenade
- Tour d'Albolote, à Albolote
- Château de San Miguel à Almuñécar
- Château de Tajarja, à Chimeneas
- Château-palais de la Marquise de Dílar, à Dílar
- Château de Dúrcal (es) à Dúrcal
- Alhambra (Alcazaba, Palais nasrides, Palais de Charles Quint et Généralife) à Grenade
- Silla del Moro (es) à Grenade
- Alcazaba de Guadix (es)
- Château de Nívar y Güevéjar (es)
- Château d'Íllora (es), à Íllora
- Château d'Iznalloz (es) à Iznalloz
- Château de La Calahorra, à La Calahorra
- Château de Láchar (es), à Láchar
- Château de Lanjarón (es) à Lanjarón.
- Château de Chite (es) à Lecrín
- Château de Lojuela (es) à Lecrín
- Château de Mondújar (es) à Lecrín
- Château de Moclín (es), à Moclín
- Château de Montefrío (es), à Montefrío
- Château de Salobreña (es), à Salobreña

### Province de Huelva

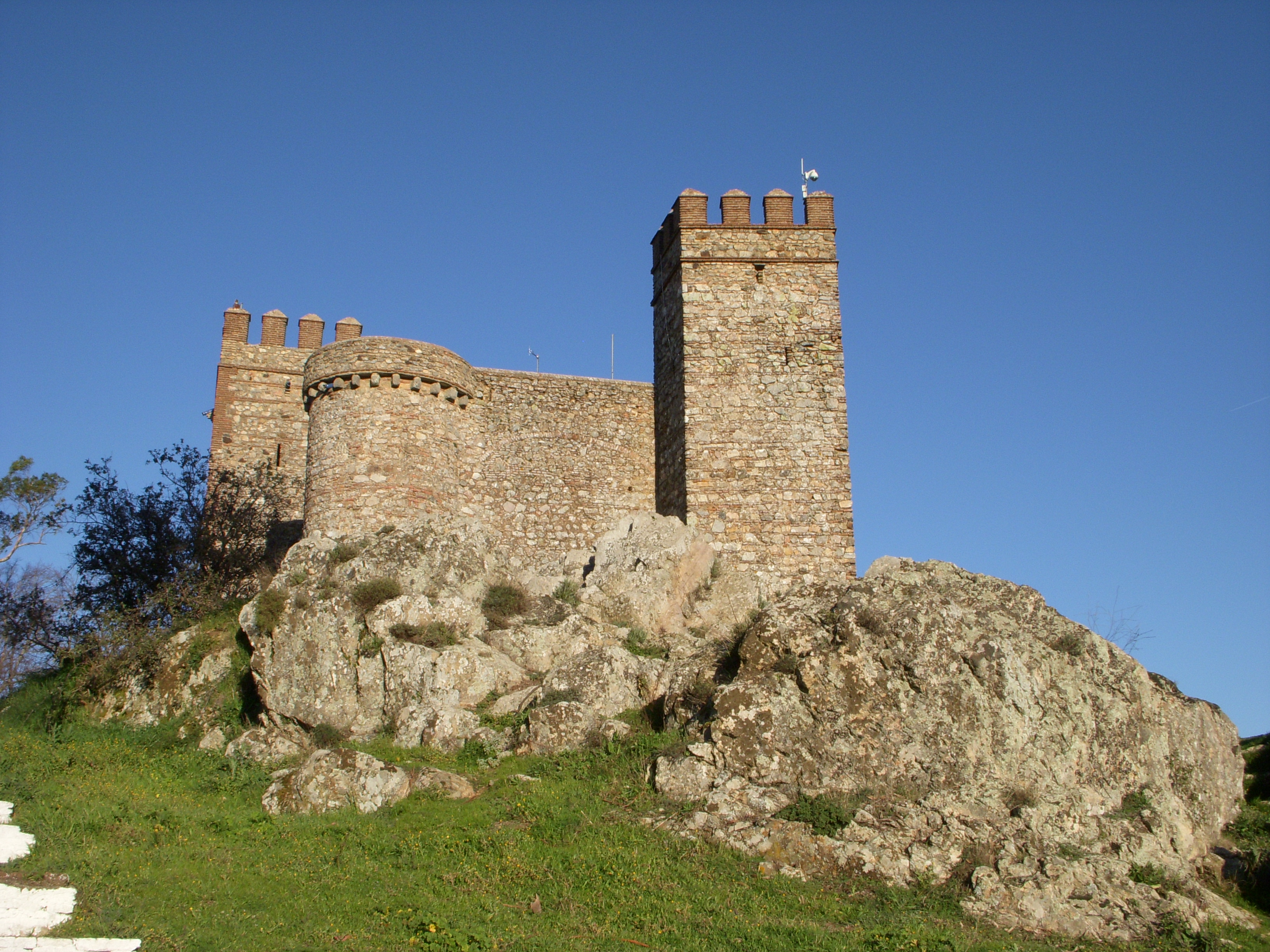
Château de Cortegana

- Château d'Almonaster la Real, à Almonaster la Real
- Château de Aracena, à Aracena
- Château d'Aroche, à Aroche
- Château d'Ayamonte, à Ayamonte
- Château des Zúñiga, à Cartaya
- Château de Cortegana, à Cortegana
- Château de Sanche le Brave, à Cumbres Mayores
- Château de Cumbres de San Bartolomé, à Cumbres de San Bartolomé
- Château de Torres, à Cumbres de San Bartolomé
- Château d'Encinasola, à Encinasola
- Château de Monage, à El Campillo
- Fort de San Juan, à Encinasola
- Fort de San Felipe, à Encinasola
- Château de Gibraleón, à Gibraleón
- Château de San Pedro, à Huelva
- Château de la Reine, à La Palma del Condado
- Château de Moguer, à Moguer
- Château d'Alpízar, à Paterna del Campo
- Château de Paymogo, à Paymogo
- Château de San Marcos, à Sanlúcar de Guadiana
- Château de Santa Olalla del Cala, à Santa Olalla del Cala
- Château de Trigueros, à Trigueros
- Muraille de Niebla, à Niebla

### Province de Jaén
- Forteresse de La Mota, à Alcalá la Real
- Château d'Alcaudete, à Alcaudete
- Château de Macías, à Arjonilla
- Château de Burgalimar, à Baños de la Encina
- Château de la Yedra, à Cazorla
- Château de Santa Catalina, à Jaén
- Château de Navas de Tolosa, à La Carolina
- Château de La Guardia de Jaén, à La Guardia de Jaén
- Château de La Tobaruela, à Linares
- Château de Linares, à Linares
- Château de Santa Eufemia, à Linares
- Château de Lopera, à Lopera
- Château de la Peña, à Martos
- Château de Víboras, à Martos
- Château de la Villa, à Martos
- Château d'Otíñar, à Otíñar (commune de Jaén)
- Château de Castro Ferral, à Santa Elena
- Château de Segura de la Sierra, à Segura de la Sierra
- Château de El Berrueco, à Torredelcampo
- Château de Torredonjimeno, à Torredonjimeno
- Château de Giribaile, à Vilches
- Château de Vilches, à Vilches

### Province de Malaga
- Alcazaba de Malaga, à Malaga
- Château de Alozaina, à Alozaina
- Château de Bentomiz à Arenas
- Fort de Bezmiliana, à Rincón de la Victoria
- Château de Casares, à Casares
- Château de Fernando Solís, à Ojén
- Château du Gibralfaro à Malaga
- Château de Monda, à Monda
- Muraille d’Archidona, à Archidona
- Alcazaba d’Antequera, à Antequera
- Château de l’Etoile, à Teba
- Muraille de Ronda, à Ronda
- Château de Sabinillas, à Manilva
- Château de Sohail, à Fuengirola
- Château de Cañete la Real, à Cañete la Real
- Château de Benadalid, à Benadalid
- Château de Turón, à Ardales

### Province de Séville
- Château d'Alanís, à Alanís
- Forteresse almohade, à Alcalá de Guadaíra
- Château de Gandul, à Alcalá de Guadaíra
- Château d'Aznalcóllar, à Aznalcóllar
- Alcázar du roi don Pedro, à Carmona
- Alcázar de la Porte de Séville, à Carmona
- Château de Constantina, à Constantina
- Château de Las Guardas, à El Castillo de las Guardas
- Château de las Aguzaderas, à El Coronil
- Château de El Real de la Jara, à El Real de la Jara
- Château d'Estepa, à Estepa
- Château de Fuentes, à Fuentes de Andalucía
- Château de La Monclova, à Fuentes de Andalucía
- Château de Setefilla, à Lora del Río
- Château de Molares, à Los Molares
- Château de Luna, à Mairena del Alcor
- Alcazaba de Marchena, à Marchena
- Château de Cote, à Montellano
- Château de Morón de la Frontera, à Morón de la Frontera
- Château d'Osuna, à Osuna
- Château d'Almenara, à Peñaflor
- Château de El Hierro, à Pruna
- Muraille de la Macarena et Torre del Oro, à Séville
- Reales Alcázares, à Séville
- Château de Torres Alocaz, à Torres Alocaz
- Château de la Alcantarilla, à Utrera

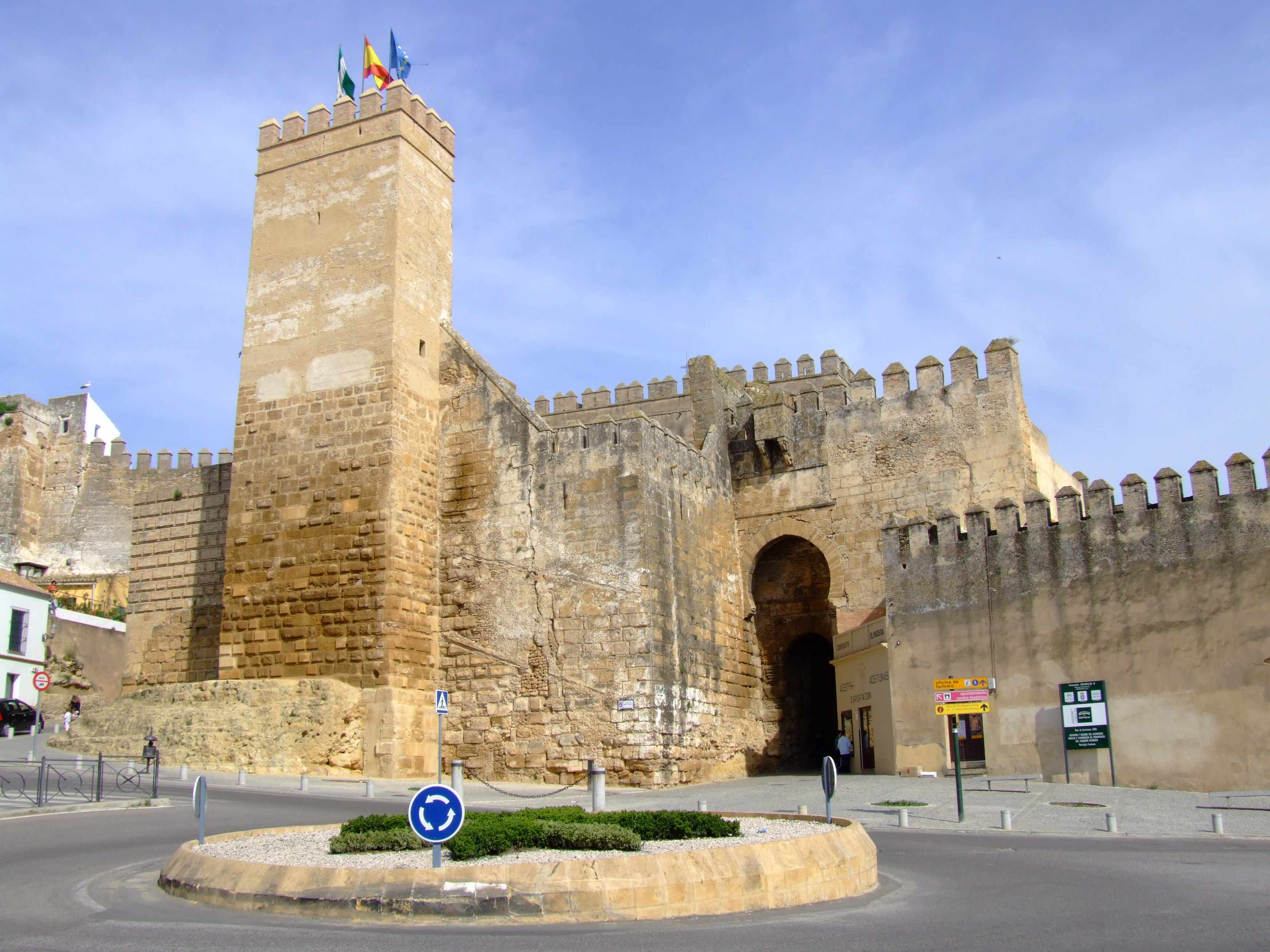
Alcázar puerta de Sevilla
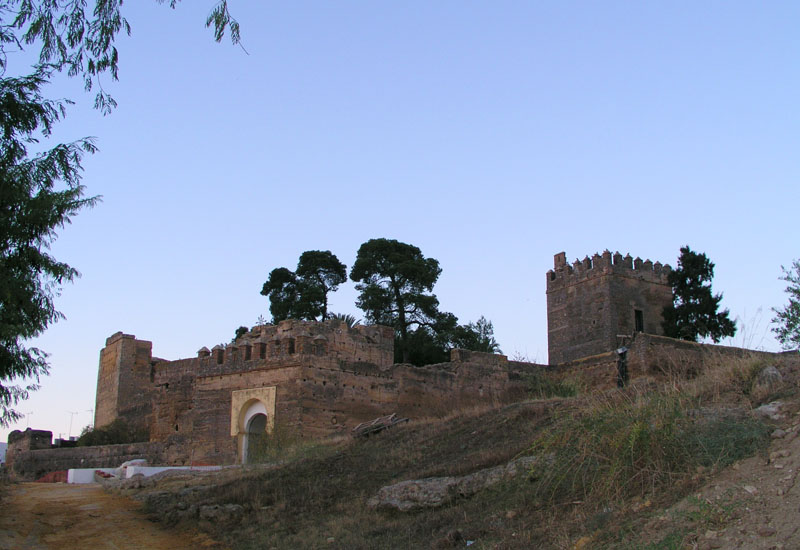
Château de Luna

## Aragon

### Province de Huesca
- Fort d'Alquézar, à Alquézar
- Château de Chalamera, à Chalamera
- Château de Loarre, à Ayerbe
- Château de Montearagón, à Quicena
- Château de Monzón, à Monzón
- Château de Artasona, à Artasona
- Château de Ainsa, à Ainsa
- Château de Plan, à Plan
- Château de Arrés, à Bailo
- Château de Argavieso, à Argavieso

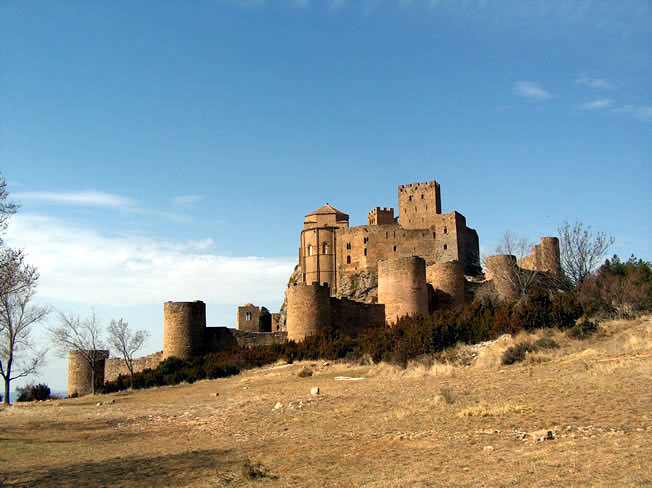
Château de Loarre

- Château-Palais de Alevi, à Benabarre
- Château-Palais de los Desvalls, à Baélls
- Château de Novales, à Novales
- Château de Binies, à Binies
- Château de Castejón de Monegros, à Castejón de Monegros
- Château de Abizanda, à Abizanda
- Tour de los Frailes, à Fraga
- Tour du Pubill, à Baldellou

### Province de Saragosse

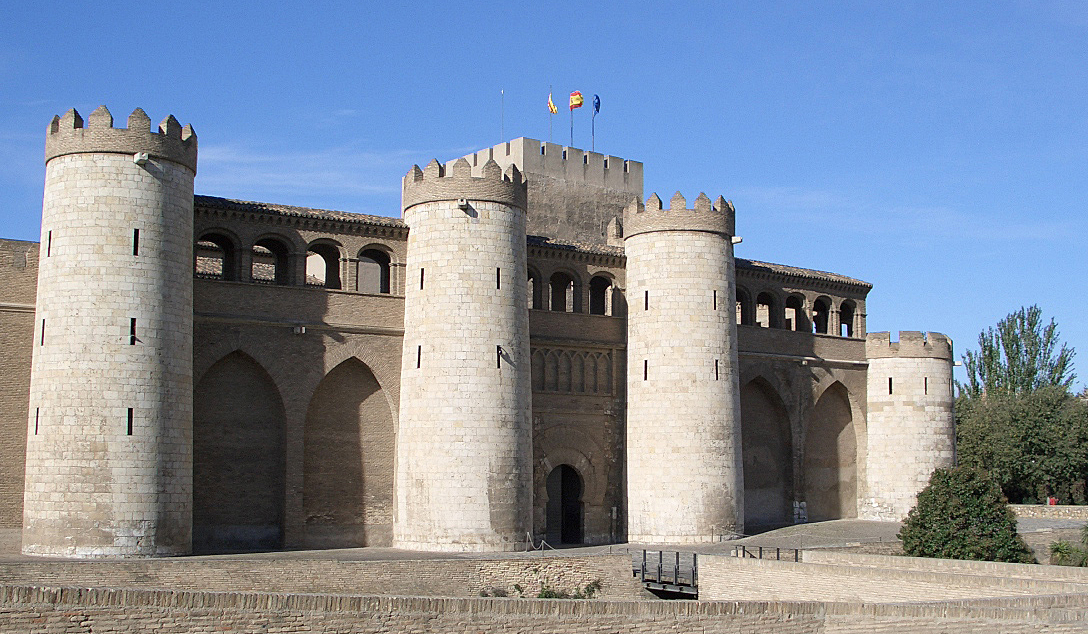
Palais de la Aljafería

- Palais de la Aljafería, à Saragosse
- Château de Ambel, à Ambel
- Château du Compromis, à Caspe
- Château du Pape Luna, à Illueca
- Château de Mequinenza, à Mequinenza
- Château de Romanos, à Romanos
- Château de Godojos, à Godojos
- Château de Berdejo, à Berdejo
- Tour de la Zuda, à Saragosse
- Château du Roi, à Villarroya de la Sierra
- Château de Sibirana, à Uncastillo
- Château de las Brujas, à Trasmoz
- Château de Torrijo de la Cañada, à Torrijo de la Cañada
- Château de Tobed, à Tobed
- Château de Tierga, à Tierga
- Château de Santed, à Santed
- Château de los Moros, à Salillas de Jalón
- Château de Nonaspe, à Nonaspe
- Tour du Palomar, à Maluenda
- Palais de los Luna, à Luna
- Château de Yequera, à Lacorvilla
- Tour de les Œufs, à Daroca
- Château-Palais de Cetina, à Cetina
- Tour de Salamanca, à Caspe
- Château-Palis de Calatorao, à Calatorao
- Château de Bulbuente, à Bulbuente
- Château de Alhama de Aragón, à Alhama de Aragón
- Château de la Palma, à Borja
- Château de Talamantes, à Talamantes
- Château de Alforque, à Alforque
- Château de Comendadores de la orden de San Juan, à Añón de Moncayo
- Château de los Luna, à Mesones de Isuela
- Château de Paracuellos de Jiloca, à Paracuellos de Jiloca
- Tour du Caballero de la Espuela, à Daroca
- Muraille de Daroca, à Daroca
- Château de Ruesta, à Ruesta
- Muraille de Uncastillo, à Uncastillo
- Tour Layana, à Layana
- Muraille de Cariñena, à Cariñena
- Château de Ayub, à Calatayud
- Château de Uncastillo, à Uncastillo
- Château de Sada, à Sos del Rey Católico
- Muraille de Sos del Rey Católico, à Sos del Rey Católico
- Château de Sádaba, à Sádaba
- Château de Biota, à Biota
- Château de Ruesca, à Ruesca
- Château de Luesia, à Luesia
- Tour du Señorío, à Erla
- Château de Frescano, à Fréscano
- Château de Arándiga, à Arándiga
- Château de Maluenda, à Maluenda
- Château de Novallas, à Novallas
- Château de Villareal de Huerva, à Villarreal de Huerva
- Château de Retascón, à Retascón
- Torrecid, à Ateca
- Château d'Ateca, à Ateca
- Château d'Alcocer, à Ateca

### Province de Teruel
- Château de Castellote, à Castellote
- Château de Valderrobres, à Valderrobres
- Château d'Alcañiz, à Alcañiz
- Château d'Albarracín, à Albarracín
- Château de Báguena, à Báguena
- Château de Mirambel, à Mirambel
- Château de Villel, à Villel
- Château de Pradas, à San Agustín
- Château de Puertomingalvo, à Puertomingalvo
- Château de Pozuel del Campo, à Pozuel del Campo
- Château Palais de los Fernández de Heredia, à Mora de Rubielos
- Château de Peracense, à Peracense
- Château de Peñaflor, à Huesa del Común
- Château de Linares de Mora, à Linares de Mora
- Château Palais de Celadas, à Celadas
- Château Palais de los Duques de Híjar, à Híjar
- Château d'Aliaga, à Aliaga
- Château d'Alcalá de la Selva, à Alcalá de la Selva
- Château de Santa Croche, à Albarracín
- Château d'Alba, à Alba
- Château de los Ladrón de Vilanova, à Manzanera
- Maison Forte de Torre Piquer, à Tronchón
- Maison Forte de Torre Gorgue, à Villarluengo
- Maison Forte de Puertomingalvo, à Puertomingalvo
- Muraille de Teruel, à Teruel
- Muraille d'Albarracín, à Albarracín
- Muraille de Mora de Rubielos, à Mora de Rubielos
- Muraille de Mirambel, à Mirambel
- Muraille de Valderrobres, à Valderrobres
- Muraille de Rubielos de Mora, à Rubielos de Mora
- Muraille de Calaceite, à Calaceite
- Muraille d'Alcañiz, à Alcañiz
- Tour de Doña Blanca, à Albarracín
- Tour de Villastar, à Villastar

## Asturies
- Palais de Cortés, à Cangas de Onís

## Îles Baléares

### Majorque
- Château de Bellver

## Îles Canaries

### Province de Las Palmas
- Castillo de Santa Bárbara, à Teguise

### Province de Santa Cruz de Tenerife
- Fort Agaete, à Santa Cruz de Tenerife
- Château de San Felipe, à Puerto de la Cruz
- Château de Santa Catalina, à Santa Cruz de La Palma
- Château de la Virgen, à Santa Cruz de La Palma
- château de San Juan Bautista, à Santa Cruz de Tenerife
- château de San Miguel, à Garachico

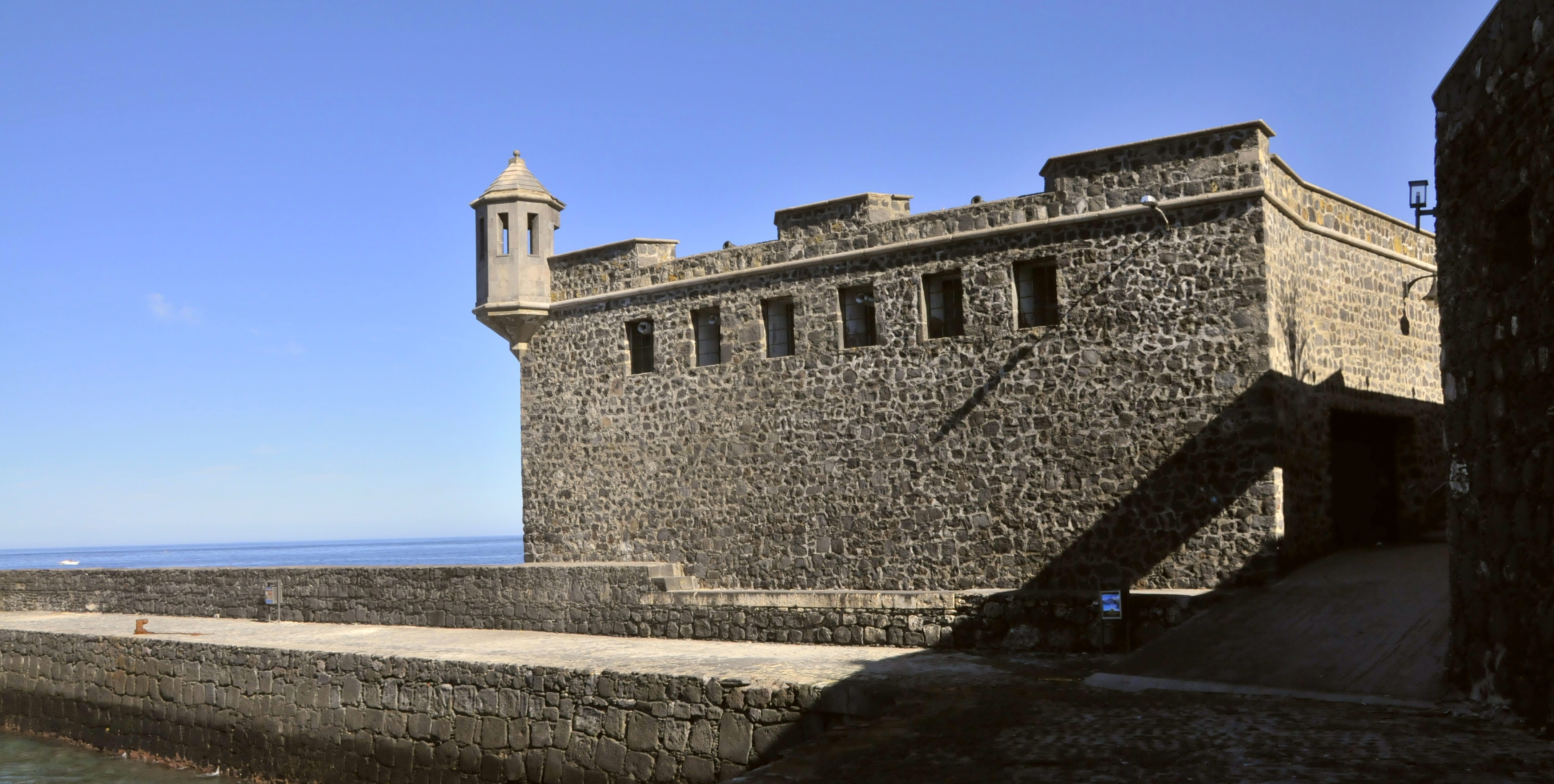
Château de San Felipe.
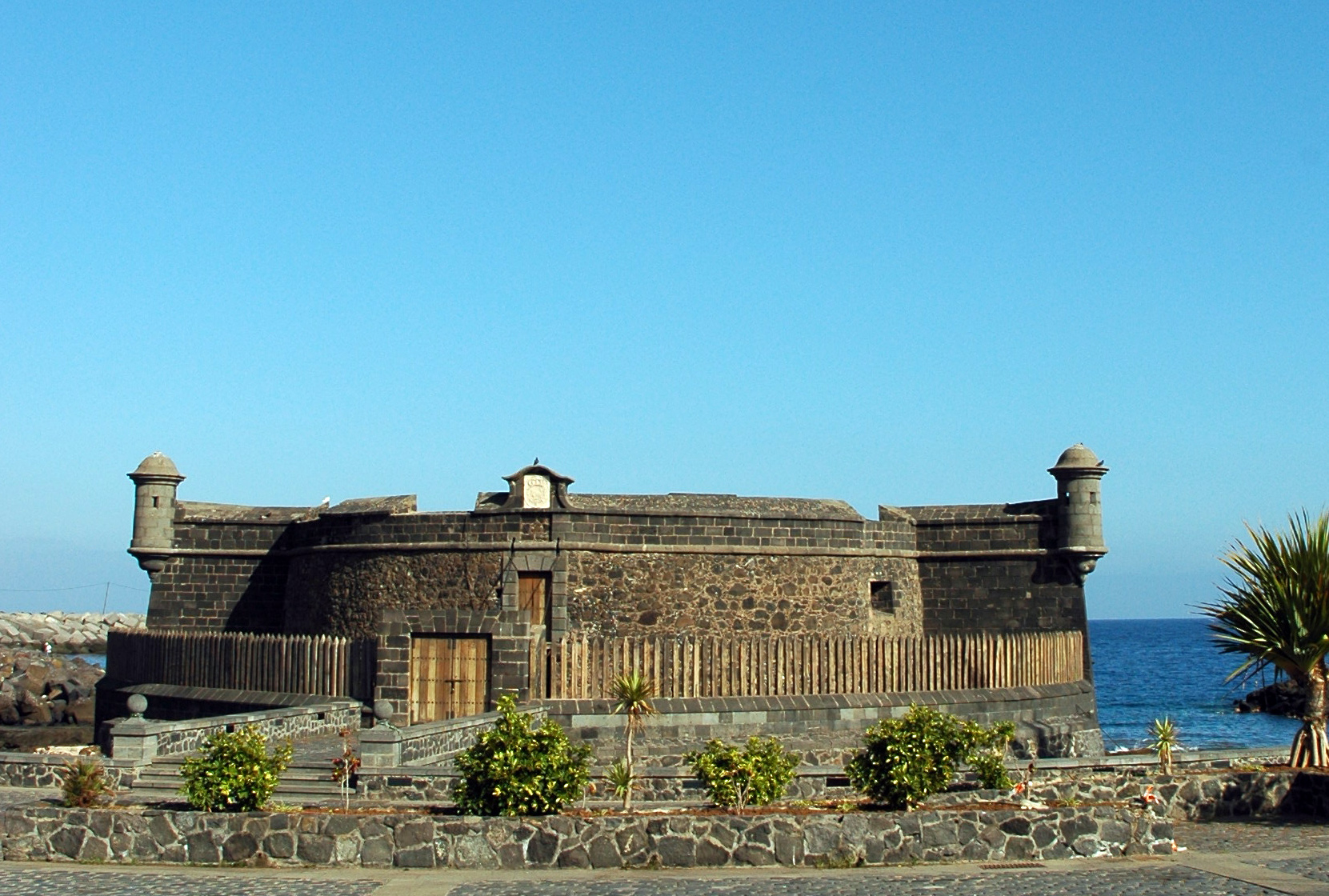
Le château de San Juan Bautista à Santa Cruz de Tenerife.

## Cantabrie
- Torre del Infantado, à Potes

## Castille-La Manche

### Province d'Albacete
- Château d'Alcalá del Júcar, à Alcalá del Júcar
- Château d'Almansa, à Almansa
- Château de Chinchilla à Chinchilla de Monte-Aragón

### Province de Ciudad Real
- Château-couvent de Calatrava la Nueva, à Aldea del Rey
- Château de Salvatierra, à Calzada de Calatrava
- Château de Calatrava la Vieja, à Carrión de Calatrava
- Château d'Alarcos, à Ciudad Real
- Château de l'Étoile, à Montiel
- Château de Terrinches, à Terrinches
- Château de Peñarrolla, à Argamasilla de Alba
- Château de Alhambra, à Alhambra
- Château de Montizón, à Montizón
- Château de Pilas Bonas, à Manzanares
- Château de Fuenllana, à Fuenllana
- Château de Caracuel de Calatrava, à Caracuel de Calatrava
- Château de Dña Berenguela, à Bolaños de Calatrava
- Château de Almodóvar del Campo, à Almodóvar del Campo
- Tour de la Galiana, à Ciudad Real
- Tour de Puebla del Príncipe, à Puebla del Príncipe
- Tour de Don Juan de Austria, à Alcázar de San Juan

### Province de Cuenca
- Château de Belmonte, à Belmonte
- Château de Haro, à Villaescusa de Haro
- Alcázar viejo de Belmonte, à Belmonte
- Muraille de Belmonte, à Belmonte
- Château de La Puebla de Almenara, à La Puebla de Almenara
- Château de Huete, à Huete
- Tour du Champ, à Alarcón
- Château de Altas Torres, à Alarcón
- Muraille de Alarcón, à Alarcón
- Tour de Alarconcillo, à Alarcón
- Château de Villora, à Villora
- Château de Fuentes, à Fuentes
- Château de Torrebuceit, à Villar del Águila
- Muraille de Tarancón, à Tarancón
- Château El Castillejo, à Saelices
- Château de Moya, à Moya
- Château de Huerta de la Obispalía, à Huerta de la Obispalía
- Château de Paracuellos, à Paracuellos
- Château de Enguídanos, à Enguídanos
- Muraille de Cuenca, à Cuenca
- Château de Cuenca, à Cuenca
- Château de Garcimuñoz, à Castillo de Garcimuñoz
- Château de Cardenete, à Cardenete
- Château de Cañete, à Cañete
- Muraille de Cañete, à Cañete
- Château de Buensuceso, à Cañada del Hoyo
- Château de Uclés, à Uclés

### Province de Guadalajara
- Palais de l'Infantado, à Guadalajara
- Alcázar Real de Guadalajara, à Guadalajara
- Château de Sigüenza, à Sigüenza
- Château d'Atienza, à Atienza
- Château del Cid, à Jadraque
- Château de Brihuega, à Brihuega
- Château de Torija, à Torija
- Château de Palazuelos, à Palazuelos
- Muraille de Palazuelos, à Palazuelos
- Château de Zorita de los Canes, à Zorita de los Canes
- Château de la Luna, à Torresaviñán
- Château de Pelegrina, à Pelegrina
- Château de Pareja, à Pareja
- Château de Escamilla, à Escamilla
- Château de Pioz, à Pioz
- Château de los Estúñiga, à Galve de Sorbe
- Château de Santiuste, à Corduente
- Château de Cogolludo, à Cogolludo
- Château d'Almoguera, à Almoguera
- Château de la Yunta, à La Yunta
- Château de los Funes, à Villel de Mesa
- Château de Trijueque, à Trijueque
- Château de San Justo, à Riba de Santiuste
- Château d'Anguix, à Anguix
- Château de los Casares, à Riba de Saelices
- Château de Molina de Aragón, à Molina de Aragón
- Château de la Mala Sombra, à Estables
- Château d'Embid, à Embid
- Château de Cifuentes, à Cifuentes
- Château de Castillonuevo, à Castillonuevo
- Château d'Algar de Mesa, à Algar de Mesa
- Maison Forte de Chiloeches, à Chiloeches
- Maison Forte de la Vega Arias, à Tierzo
- Palais d'Eboli, à Pastrana
- Palais de Cogolludo, à Cogolludo
- Maison Forte de Guijosa, à Guijosa
- Muraille de Brihuega, à Brihuega
- Muraille de Zorita de los Canes, à Zorita de los Canes
- Muraille de Molina de Aragón, à Molina de Aragón
- Muraille de Hita, à Hita
- Muraille de Cogolludo, à Cogolludo
- Muraille de Cifuentes, à Cifuentes
- Muraille de Atienza, à Atienza
- Tour de Barbatona, à Barbatona
- Tour de los Ponce de Leon, à Cubillero de la Sierra
- Tour d'Anguita, à Anguita
- Tour d'Aragón, à Molina de Aragón

### Province de Tolède
- Château d'Almonacid à Almonacid de Toledo
- Château de Barcience à Barcience
- Château de Villalba à Cebolla
- Château de la Muela à Consuegra
- Château de Peñaflor à Cuerva
- Château d'Olmos à El Viso de San Juan
- Château d'Escalona à Escalona
- Château de Guadamur à Guadamur
- Château de Malamoneda à Hontanar
- Château de la Vela à Maqueda
- Château de Dos Hermanas à Navahermosa
- Château de San Silvestre à Novés
- Château d'Oreja à Ontígola
- Château d'Orgaz à Orgaz
- Château d'Oropesa à Oropesa
- Château de Malpica à Malpica de Tajo
- Château de Montalbán à San Martín de Montalbán
- Alcazar de Tolède
- Château de San Servando à Tolède

## Castille-et-León

### Province d'Ávila
- Muraille d'Ávila, à Ávila
- Château d'Arévalo, à Ávila

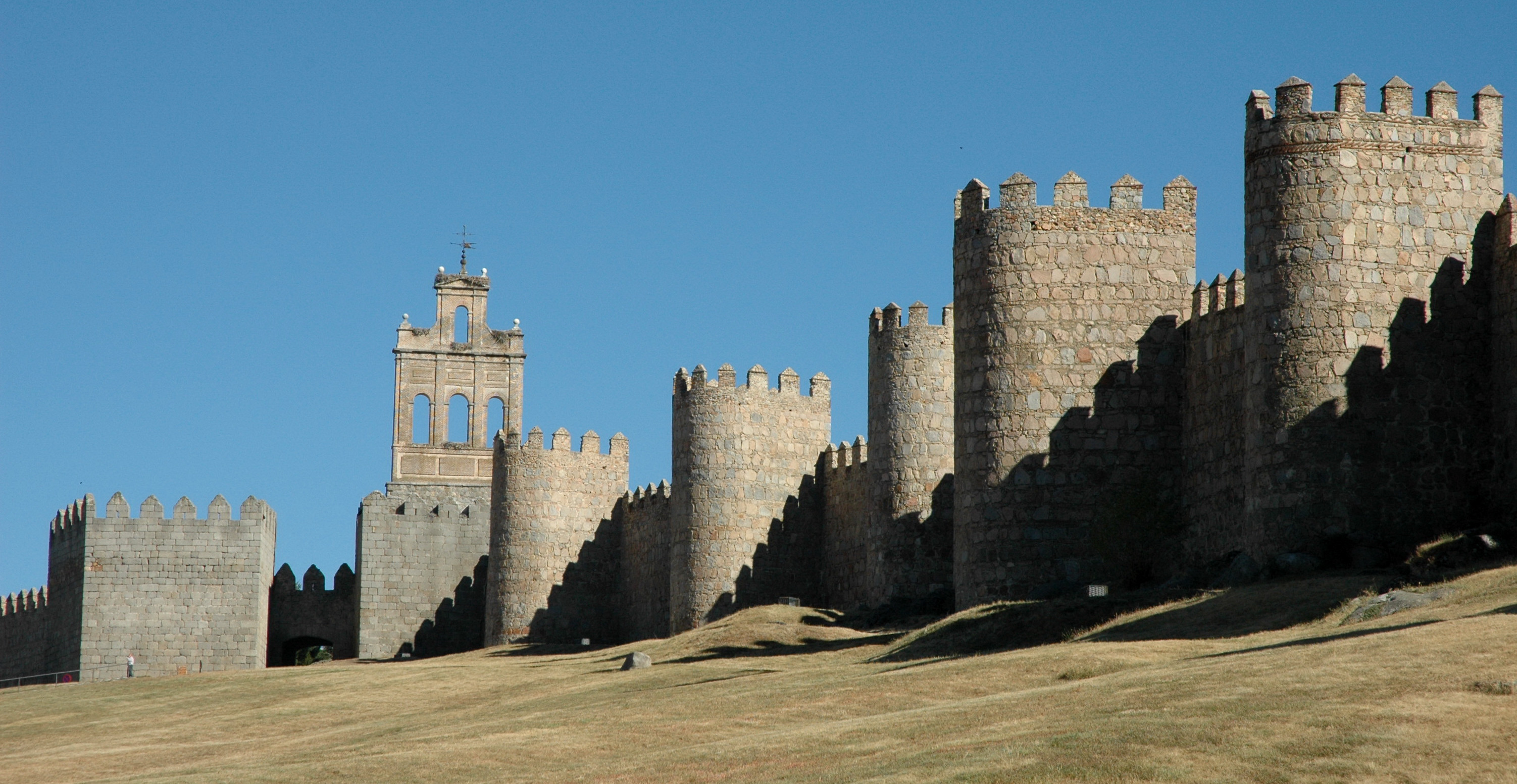
Muraille d'Ávila.

- Château de la Triste Condesa, à Arenas de San Pedro
- Château de Masqueospese, à Mironcillo
- Château de Mombeltrán, à Mombeltrán
- Château de Sancho Estrada, à Villaviciosa
- Château de Valdecorneja, à Barco de Ávila
- Muraille de Madrigal de las Altas Torres, à Madrigal de las Altas Torres

### Province de Burgos
- Château de Frías, à Frías
- Château de Covarrubias (Torreón de Dña. Urraca), à Covarrubias
- Château de Burgos, à Burgos
- Alcázar de los Condestables de Castilla, à Medina de Pomar
- Château de los Huidobro, à Quecedo
- Tour de S. Martín, à Quintana de Valdivieso
- Tour de Loja, à Quintana de Valdivieso
- Tour de Valdenoceda, à Valdenoceda
- Château de los Miranda, à Peñaranda de Duero
- Château de Mazuelo, à Mazuelo de Muñó
- Tour de Porras, à Santa Cruz de Andino
- Tour de los Salazar, à Salazar
- Château de Villaute, à Villaute
- Château de Virtus, à Virtus
- Château de los Velasco, à Lezama de Mena
- Tour de Quintana, à Quintana Martín Galíndez
- Tour de Bonifaz, à Lomana
- Tour de Olmillos, à Olmillos de Sasamón
- Tour de Zumel, à Zumel
- Tour de Sarracín, à Sarracín
- Château de Santa Gadea del Cid, à Santa Gadea del Cid
- Muraille de Santa Gadea del Cid, à Santa Gadea del Cid
- Château de Castrovido*, à Castrovido
- Château de Rebolledo de la Tour, à Rebolledo de la Torre
- Château de los Rojas, à Poza de la Sal
- Château de Torrepadierne, à Torrepadierne
- Arc de Santa María, à Burgos

### Province de León
- Palais épiscopal d'Astorga, à Astorga
- Château de Ponferrada, à Ponferrada
- Château de Valencia de Don Juan à Valencia de Don Juan
- Château de Los Quiñones, à Villanueva de Jamuz
- Château de Quintana del Marco, à Quintana del Marco
- Château Palais de los Marqueses del Bierzo, à Villafranca del Bierzo
- Château de Alcuetas, à Alcuetas
- Château de Sarracín, à Vega de Valcarce
- Château Palais de Toral de los Guzmanes, à Toral de los Guzmanes
- Château Palais de los Quiñones, à Riolano
- Château de Cornatel, à Prianza del Bierzo
- Château de los Bazán, à Palacios de Valduerna
- Château de las Torres, à León
- Château de Laguna de Negrillos, à Laguna de Negrillos
- Château de Grajal de Campos, à Grajal de Campos
- Château de Villapadierna, à Villapadierna
- Château de Corullón, à Corullón
- Château de Cea, à Cea
- Château de Almanza, à Almanza
- Château de los Pimentel, à Alija del Infantado
- Château de Beñal, à Riello
- Château Palais de Renedo de Valdetuejar, à Renedo de Valdetuejar
- Muraille de León, à León
- Muraille de Valderas, à Valderas
- Muraille de Villafranca del Bierzo, à Villafranca del Bierzo
- Muraille de Mansilla de Mulas, à Mansilla de Mulas
- Tour de los Osorio, à Turienzo de los Caballeros
- Tour de la Vecilla de Curueño, à Vecilla de Curueño

### Province de Palencia

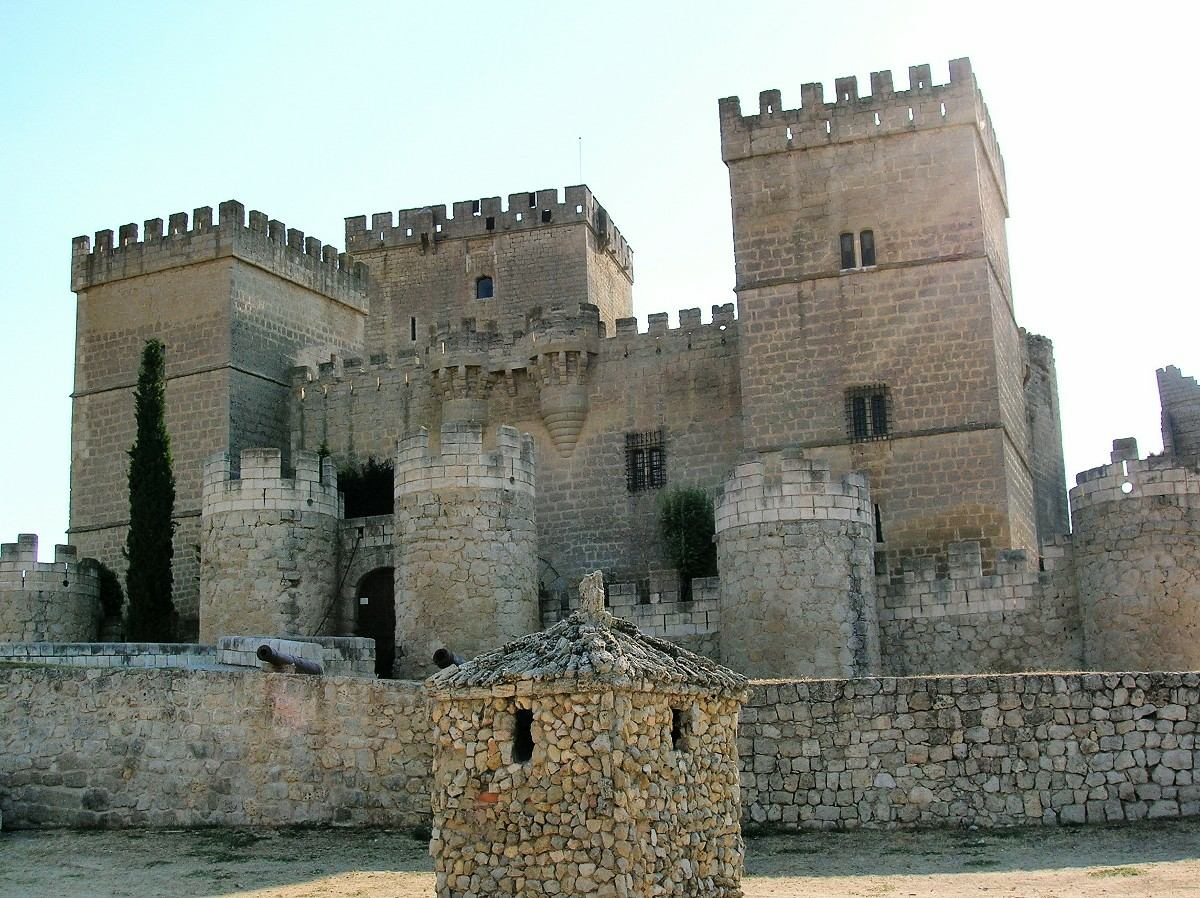
Château d'Ampudia

- Château d'Aguilar de Campoo, à Aguilar de Campoo
- Château de Ampudia, à Ampudia
- Château de Belmonte de Campos, à Belmonte de Campos
- Château de Los Sarmiento, à Fuentes de Valdepero
- Château de Monzón de Campos, à Monzón de Campos
- Château de las Cabañas de Castilla, à Osorno la Mayor
- Château de Torremojón, à Torremojón
- Château de Hornillos de Cerrato, à Hornillos de Cerrato
- Château de la Monta, à Astudillo
- Château deGamá, à Gamá
- Maison Forte de Pradilla del Alcor, à Pradilla del Alcor
- Maison Forte de los Herrera, à Palenzuela
- Muraille de Astudillo, à Astudillo
- Muraille de Aguilar de Campoo, à Aguilar de Campoo
- Tour de Villallano, à Villallano
- Tour de Villanueva de la Torre, à Barruelo de Santullán
- Tour de los Capellanes, à Villanueva de Henares

### Province de Salamanque
- Château des Ducs d'Alba, à Alba de Tormes
- Château de Miranda del Castañar, à Miranda del Castañar
- Muraille de Miranda del Castañar, à Miranda del Castañar
- Château de S. Martín del Castañar, à S. Martín del Castañar
- Château de Congosto, à Puente del Congosto
- Château de los Fonseca, à Villanueva de la Cañada
- Château de Tejeda y Segoyuela, à Tejeda y Segoyuela
- Château de la Mora Encantada, à Salvatierra de Tormes
- Château de Monleón, à Monleón
- Château de Ledesma, à Ledesma
- Château de Enrique II de Trastamara, à Ciudad Rodrigo
- Château de Sobradillo, à Sobradillo
- Tour de Santibañez de Béjar, à Santibáñez de Béjar
- Château de San Felices de los Gallegos, à San Felices de los Gallegos
- Château de Fermoselle, à Salamanque
- Château de Montemayor del Río, à Montemayor del Río
- Palais ducal de Béjar, à Béjar
- Château de El Carpio, à Carpio Bernardo
- Muraille de Monleón, à Monleón
- Muraille de Ledesma, à Ledesma
- Muraille de Ciudad Rodrigo, à Ciudad Rodrigo
- Muraille de Salamanca, à Salamanque
- Muraille de Montemayor del Río, à Montemayor del Río
- Muraille de Béjar, à Béjar
- Tour de Clavero, à Salamanque
- Tour Cubo de Don Sancho de, à Cubo de D. Sancho
- Tour de El Tejado, à El Tejado
- Tour de Tamames, à Tamames
- Pont Forteresse de Congosto, à Puente del Congosto

### Province de Ségovie
- Château de Coca, à Coca
- Alcázar de Ségovie, à Ségovie
- Château de Turégano, à Turégano
- Château de Pedraza, à Pedraza
- Château de Cuéllar, à Cuéllar

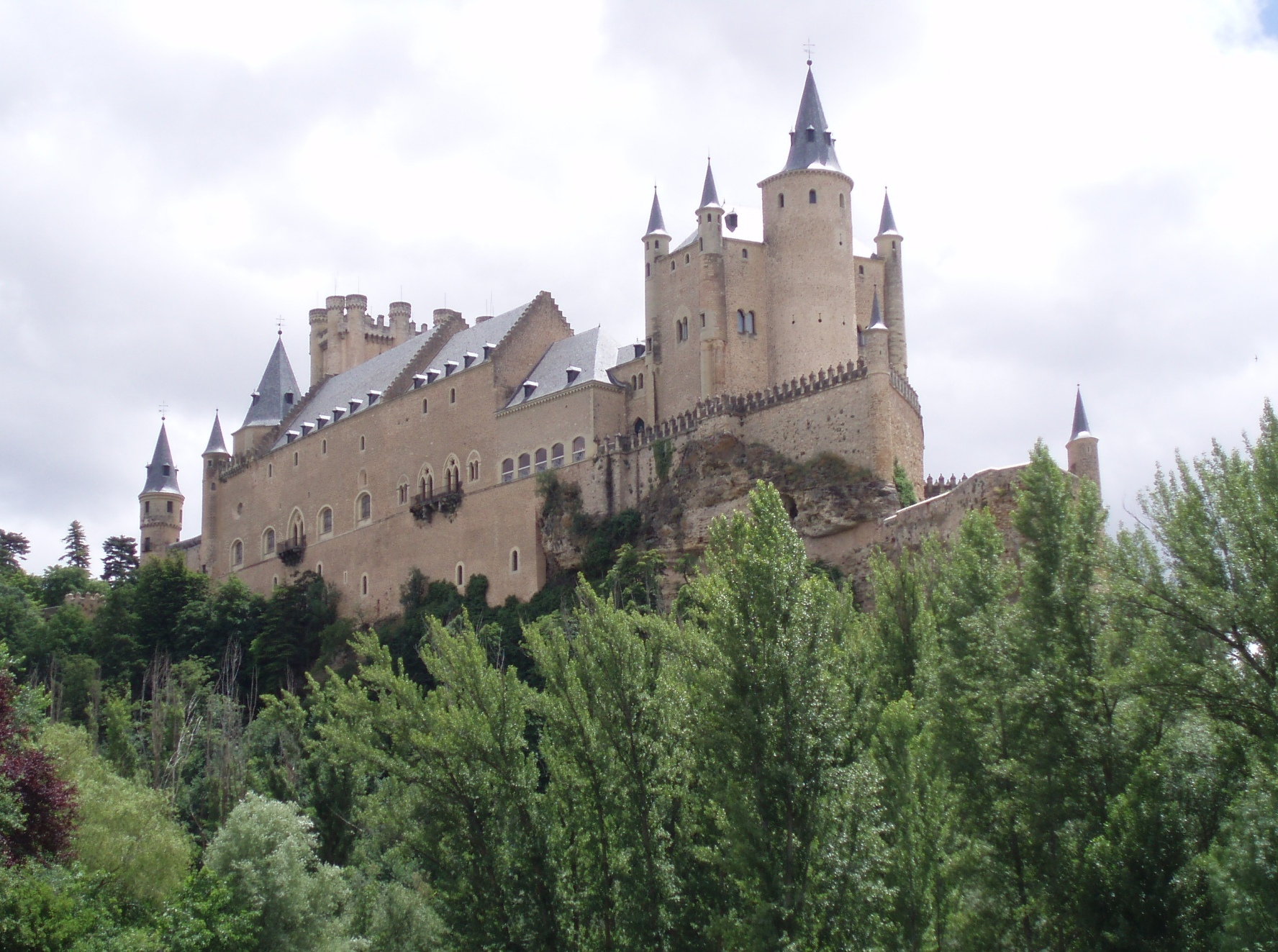
Alcázar de Ségovie

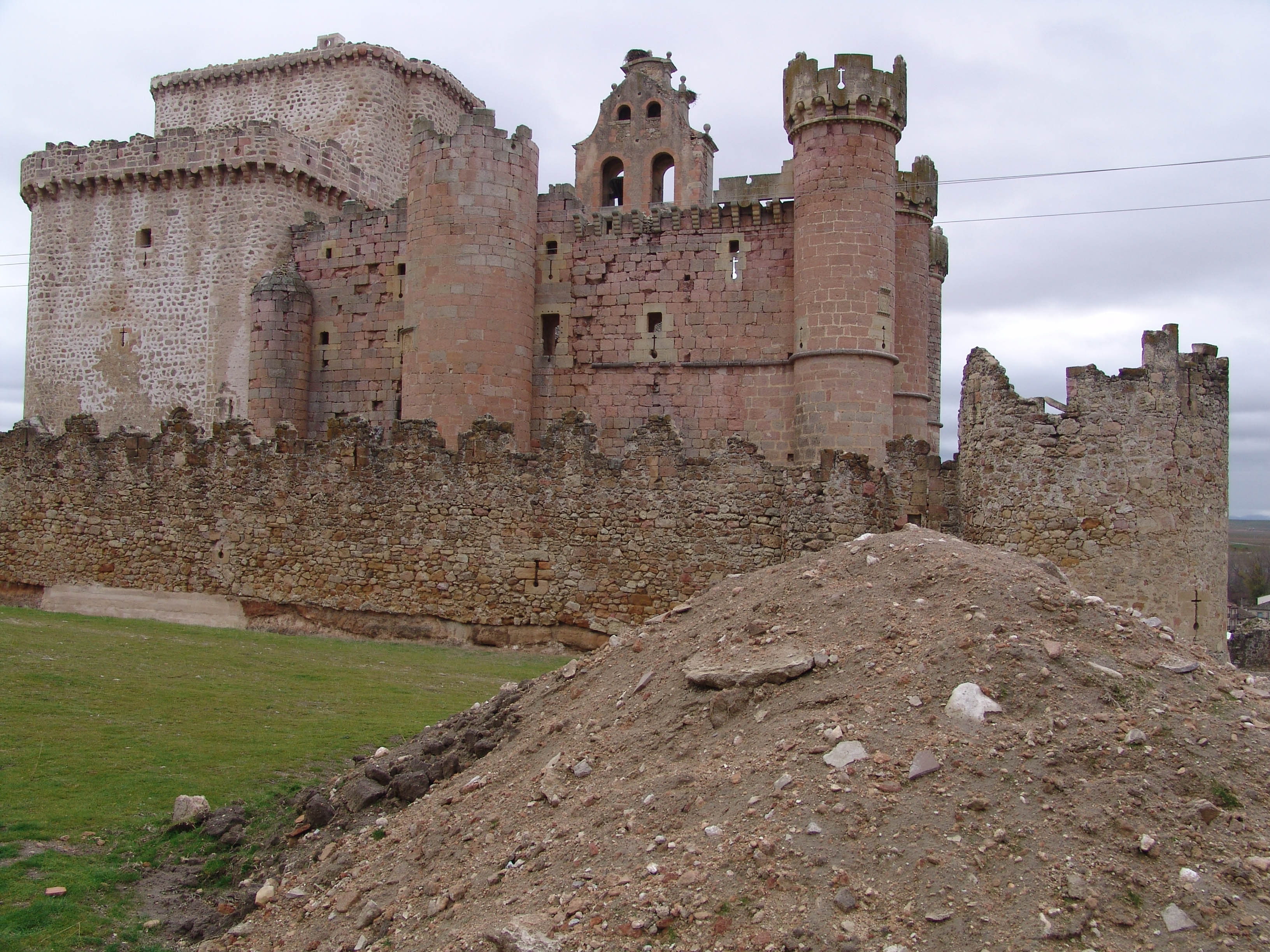
Château de Turégano

- Château de Castilnovo, à Condado de Castilnovo
- Muraille de Segovia, à Ségovie
- Château-Palais de Paradinas, à Paradinas
- Muraille de Cuéllar, à Cuéllar
- Muraille de Ayllón, à Ayllón
- Muraille de Pedraza, à Pedraza
- Muraille de Sepúlveda, à Sepúlveda
- Muraille de Maderuelo, à Maderuelo
- Muraille de Coca, à Coca
- Tour de Lozoya, à Ségovie
- Tour de Hércules, à Ségovie
- Tour de los Condes de Puñoenrostro, à Valdeprados
- Tour du Mercado, à Lastras del Pozo

### Province de Soria
- Château de Medinaceli, à Medinaceli
- Château de Burgo de Osma, à Burgo de Osma
- Muraille de Burgo de Osma, à Burgo de Osma
- Alcazaba de Gormáz, à Gormaz
- Château de Ucero, à Ucero
- Château de Calatañazor, à Calatañazor
- Château de Berlanga de Duero, à Berlanga de Duero
- Château de Hinojosa, à Hinojosa de la Sierra
- Château de Somaen, à Somaen
- Château de la Muela, à Agreda
- Maison Forte de Aldealseñor, à Aldealseñor
- Maison Forte de San Gregorio, à Almarza
- Château de Almenar, à Almenar de Soria
- Château de Arcos de Jalón, à Arcos de Jalón
- Château de Montuega, à Montuega de Soria
- Maison Forte de Tobajas, à Carabantes
- Château de Caracena, à Caracena
- Château de Castillejo de Robledo, à Castillejo de Robledo
- Château de Deza, à Deza
- Château du Cubo, à Langa de Duero
- Château de Magaña, à Magaña
- Château de Monteagudo de las Vicarías, à Monteagudo de las Vicarías
- Château de Raya, à Monteagudo de las Vicarías
- Château de Noviercas, à Noviercas
- Château de Rello, à Rello
- Château de Castellanos, à Villar del Campo
- Château de Vozmediano, à Vozmediano
- Château de Yanguas, à Yanguas
- Château de los Avellaneda, à Alcubilla de Avellaneda
- Muraille de Medinaceli, à Medinaceli
- Muraille de Agreda, à Agreda
- Muraille de Almazán, à Almazán
- Muraille de Berlanga de Duero, à Berlanga de Duero
- Muraille de Deza, à Deza
- Muraille de Calatañacor, à Calatañazor
- Muraille de Rello, à Rello
- Muraille de Retortillo de Soria, à Retortillo de Soria
- Muraille de San Esteban de Gormaz, à San Esteban de Gormaz
- Muraille de S. Pedro de Manrique, à San Pedro de Manrique
- Tour de Monux, à Viana de Duero
- Tour de Noviercas, à Noviercas
- Tour de la Pica, à Tajahuerce
- Tour de Trévago, à Trévago
- Tour de Castellanos, à Villar del Campo

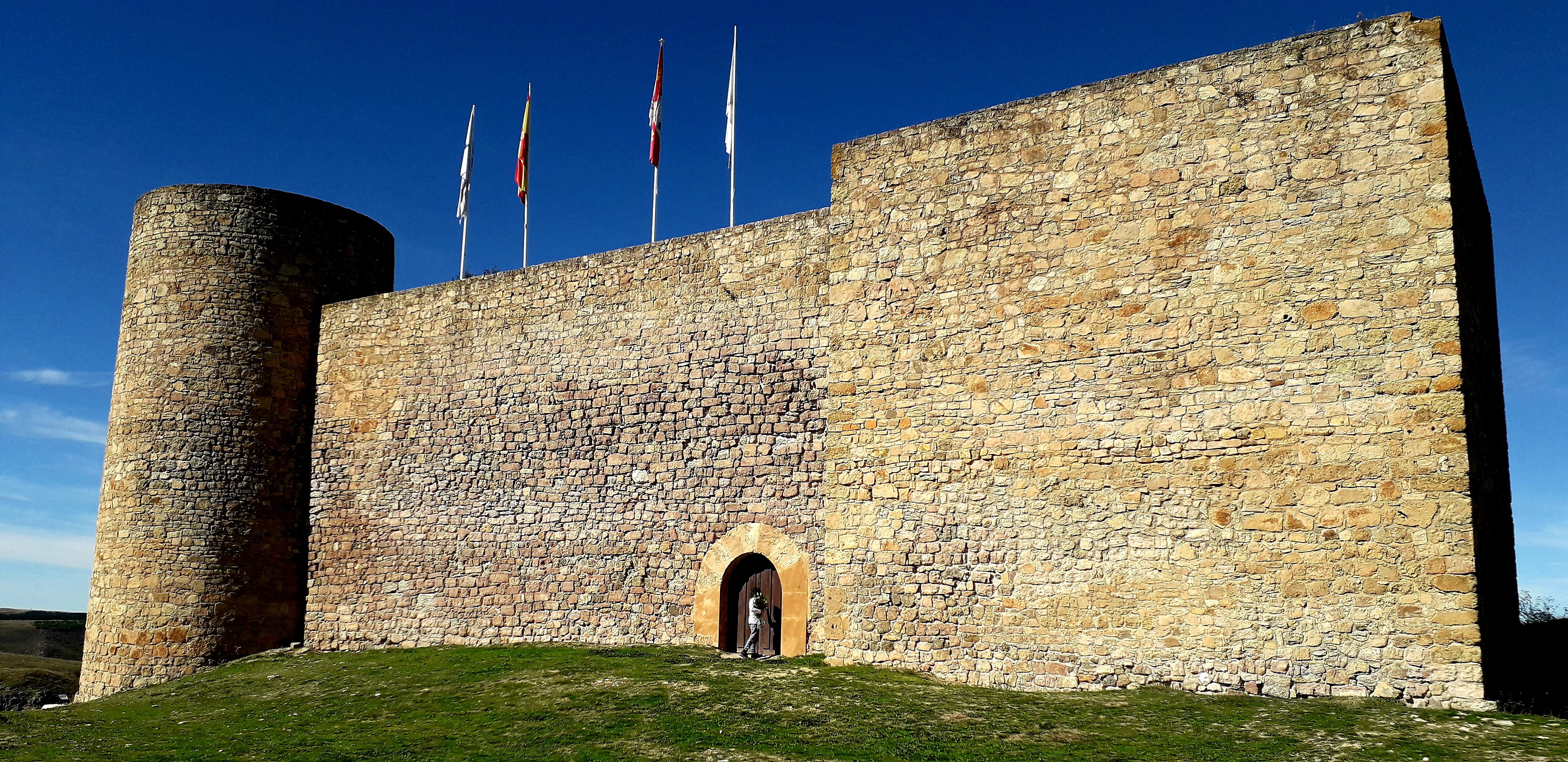
Château de Medinaceli.
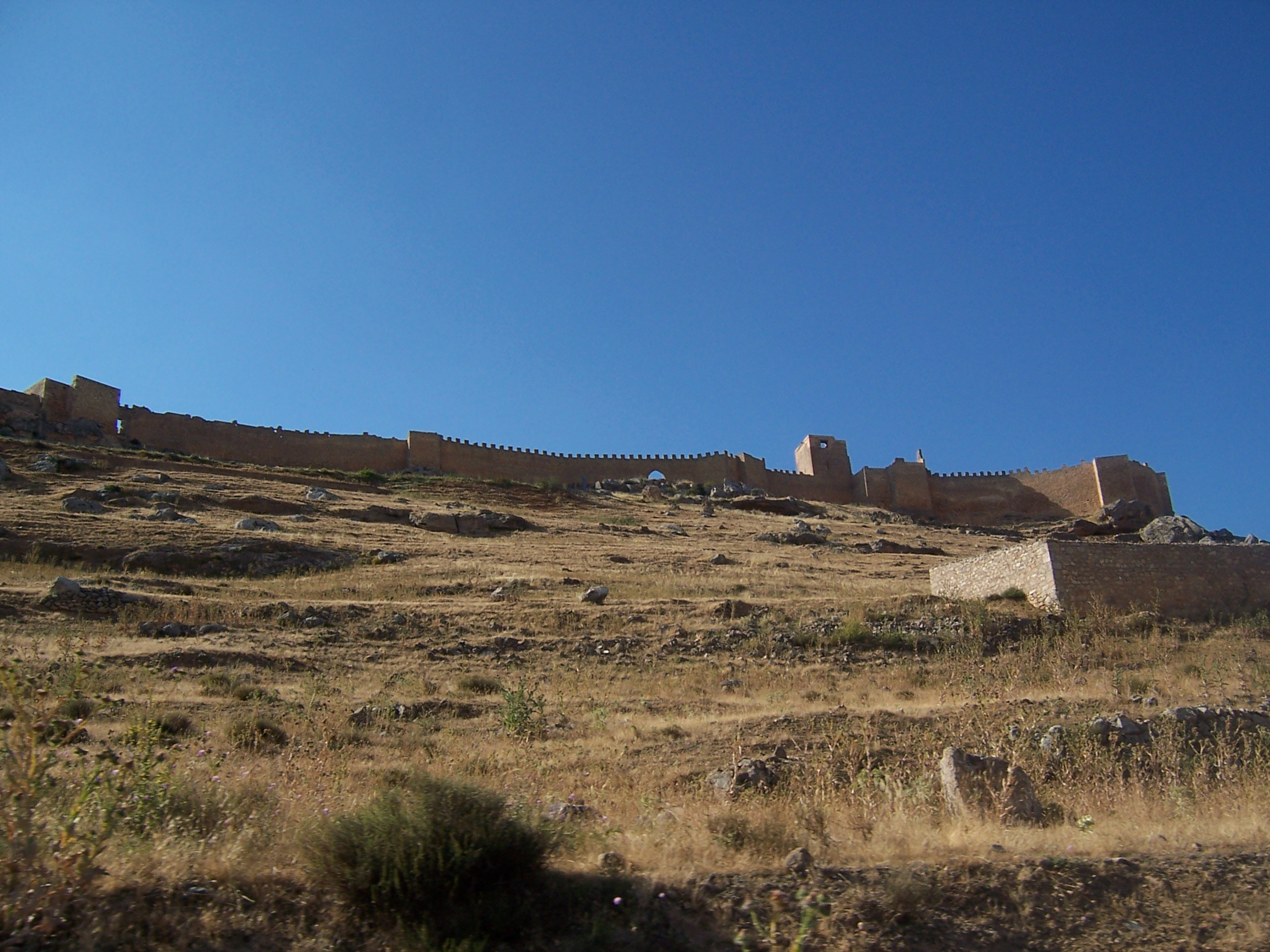
Château de Gormaz.
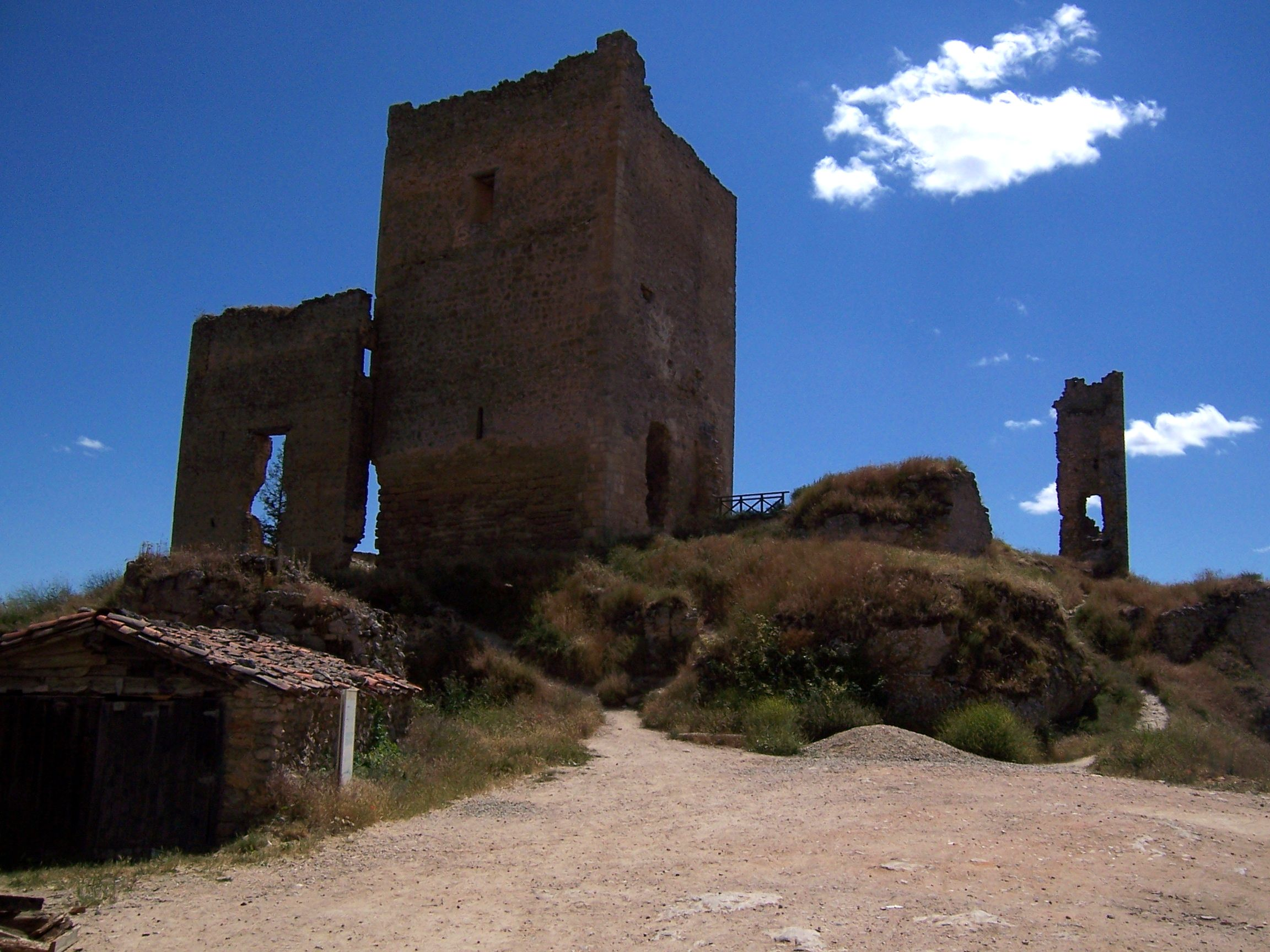
Château de Calatañazor.
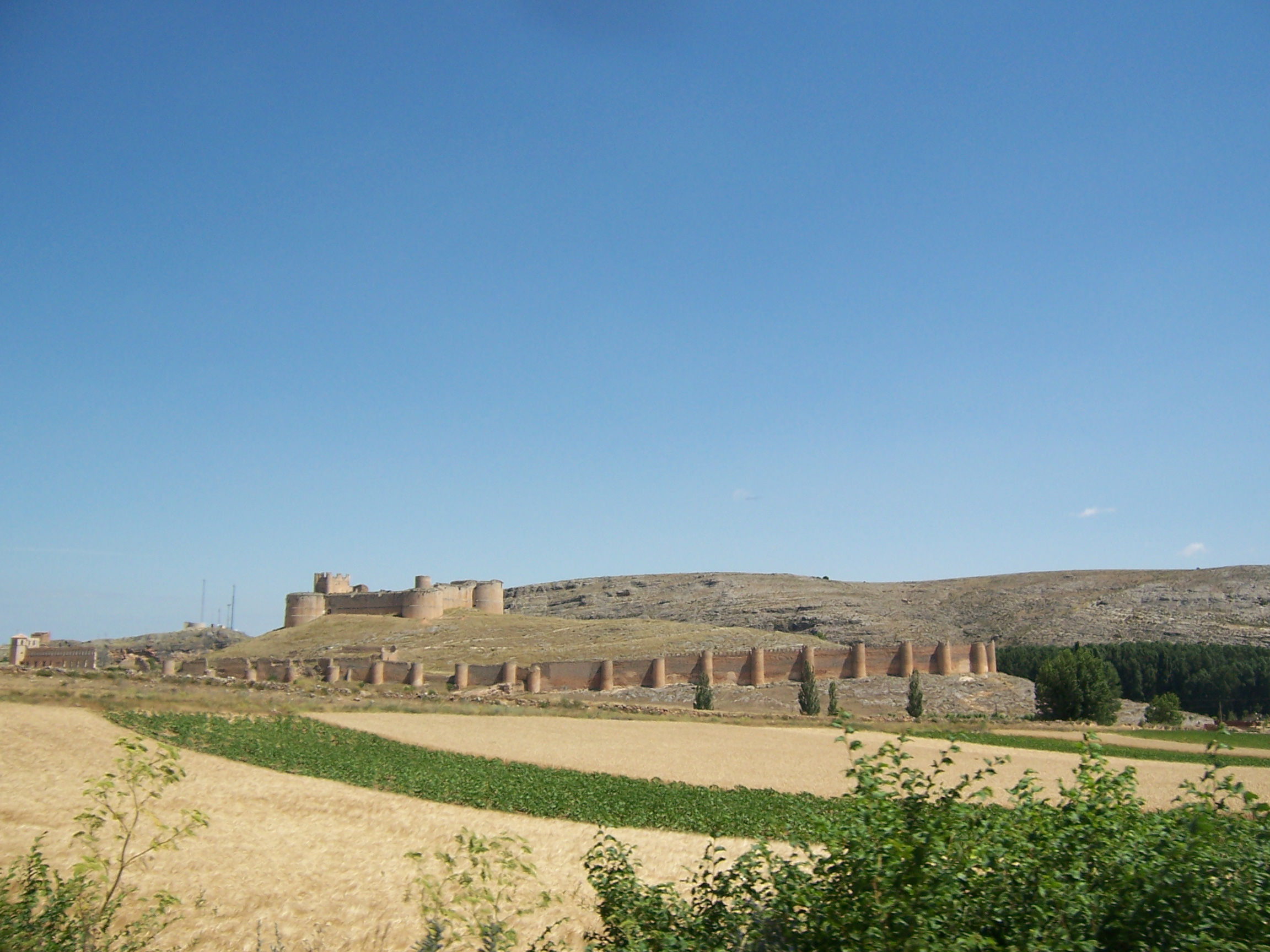
Château de Berlanga de Duero.

### Province de Valladolid
- Château de Castromembibre (Castromembibre)
- Château de Peñafiel (Peñafiel)
- Château-Palais de Curiel de Duero, (Curiel de Duero)
- Château de Curiel de Duero, (Curiel de Duero)
- Château de Canillas de Esgueva (Canillas de Esgueva)
- Château de Encinas de Esgueva (Encinas de Esgueva)
- Château de Foncastín (Foncastín)
- Château de Fuensaldaña (Fuensaldaña)
- Château de Fuente el Sol (Fuente el Sol)
- Château de Íscar (Íscar)
- Château de La Mota (Medina del Campo)
- Château de Mota del Marqués (Mota del Marqués)
- Château de Montealegre (Montealegre)
- Château de Mucientes (Mucientes)
- Château de Portillo (Portillo)
- Château de San Pedro de Latarce (San Pedro de Latarce)
- Château de Tiedra (Tiedra)
- Château de Tordehumos (Tordehumos)
- Château de Torrelobatón (Torrelobatón)
- Château de Trigueros del Valle (Trigueros del Valle)
- Château de Urueña (Urueña)
- Château de Villafuerte de Esgueva (Villafuerte de Esgueva)
- Château de Villagarcia de Campos (Villagarcia de Campos)
- Château de Villavellid (Villavellid)
- Château de Simancas (Simancas)
- Château de Castroverde de Cerrato (Castroverde de Cerrato)
- Château de Villalba de los Alcores (Villalba de los Alcores)
- Château de Barcial de la Loma (Barcial de la Loma)
- Château de Alaejos (Alaejos)
- Château de Pozaldez (Pozaldez)
- Château de San Martín de Valvení (San Martín de Valvení)
- Château de Eván de Abajo (Siete Iglesias de Trabancos)
- Château de Eván de Arriba (Siete Iglesias de Trabancos)
- Château-Palais de Alderete (Tordesillas)
- Château de Villagómez la Nueva (Villagómez la Nueva)

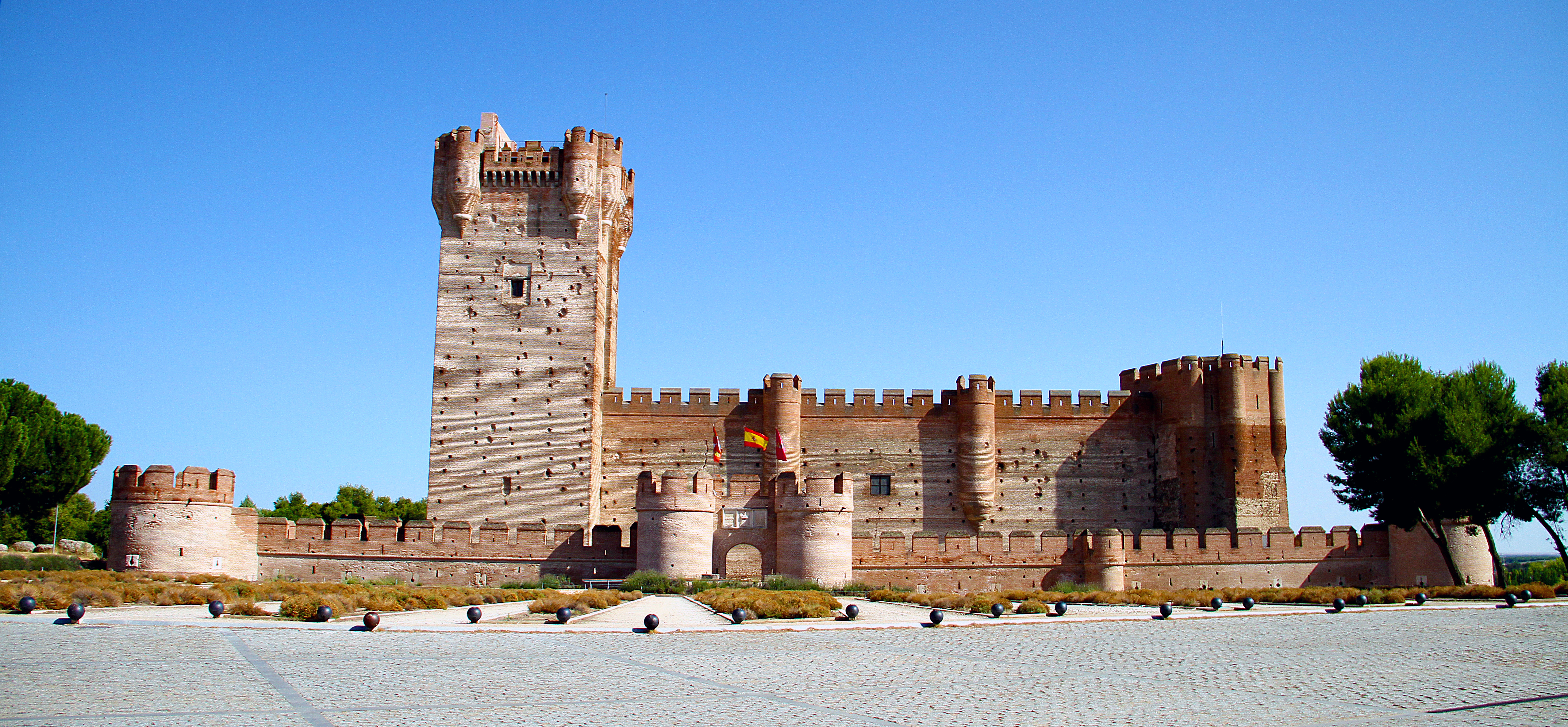
Château de La Mota.
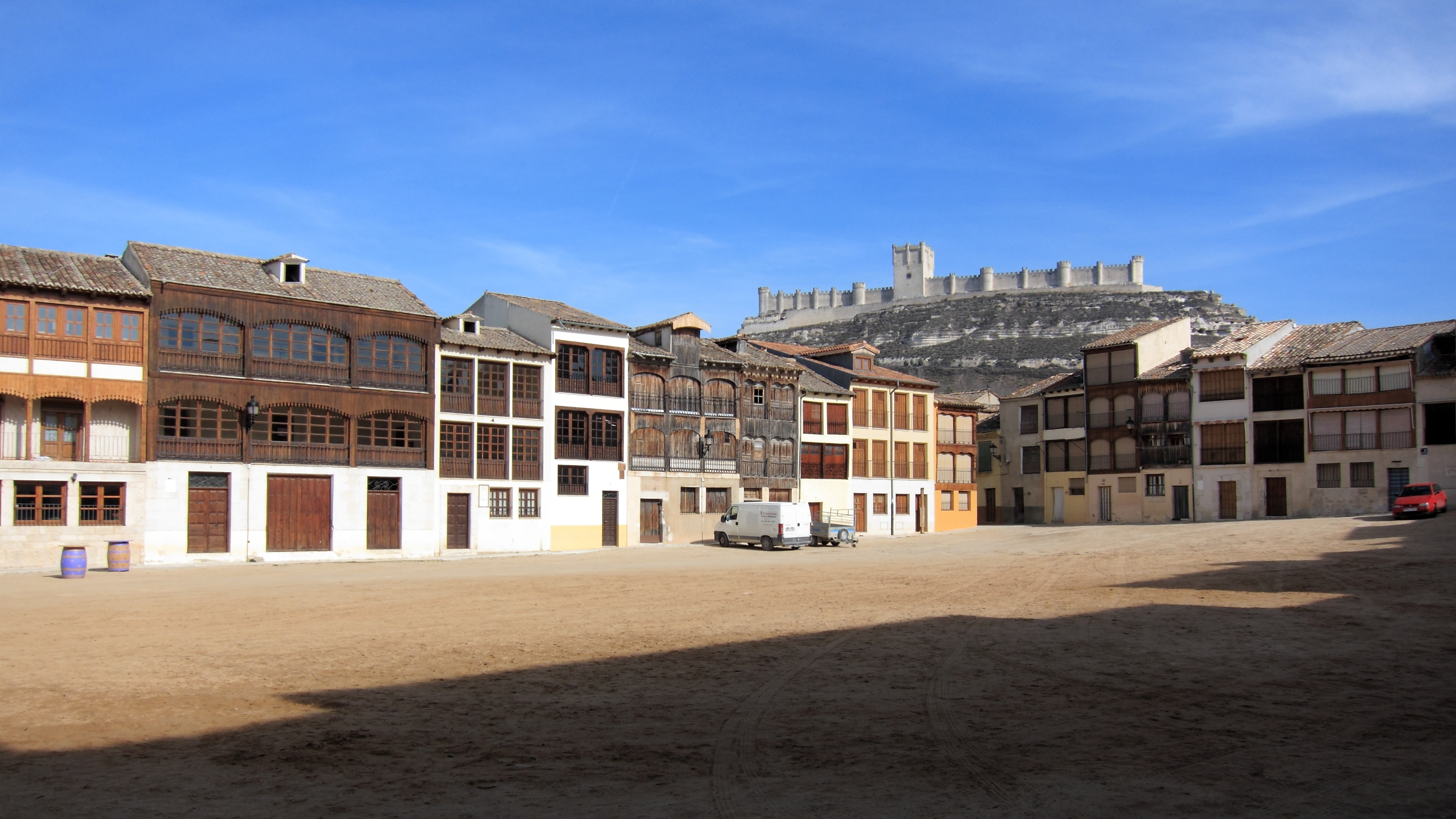
Château de Peñafiel.
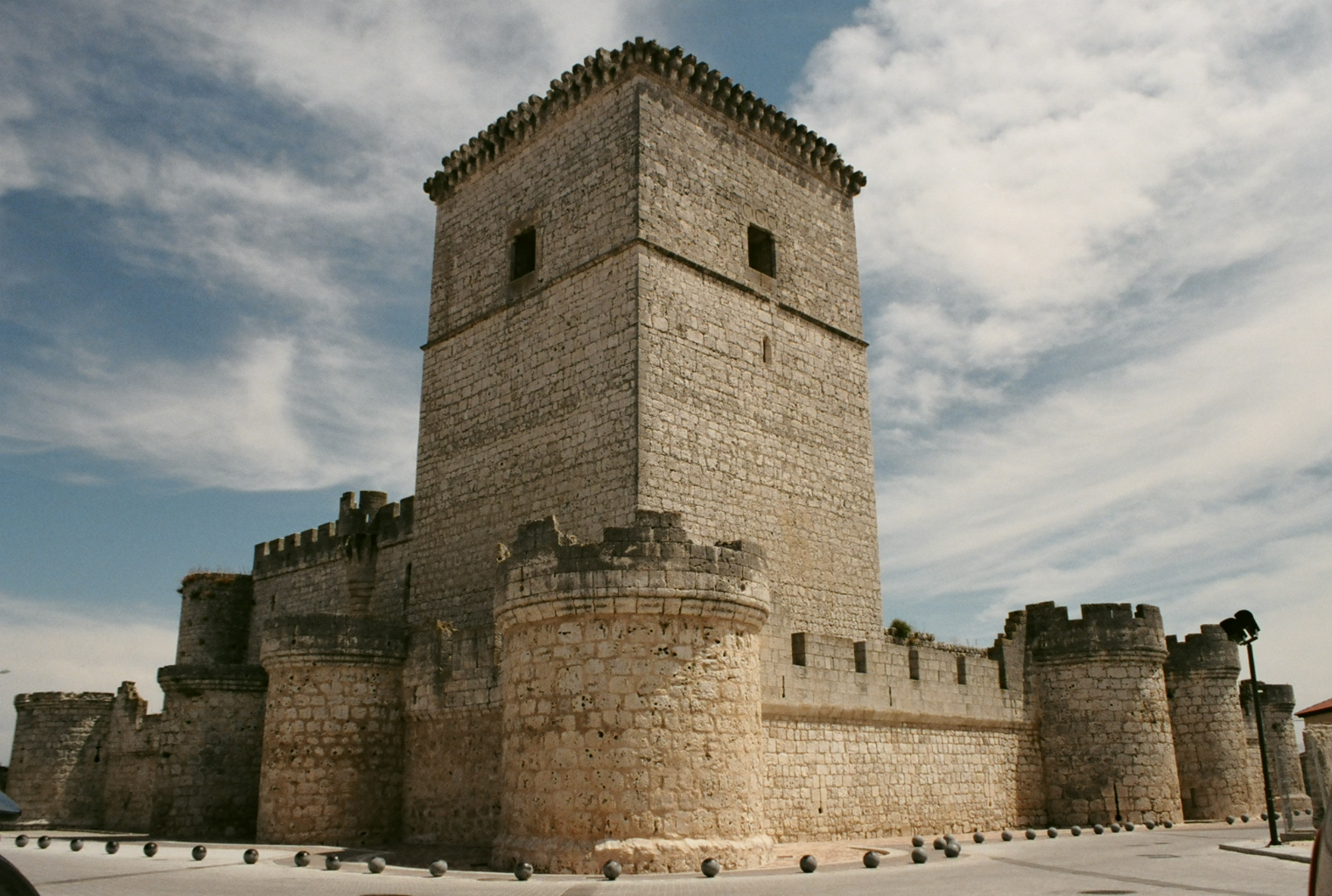
Château de Portillo.
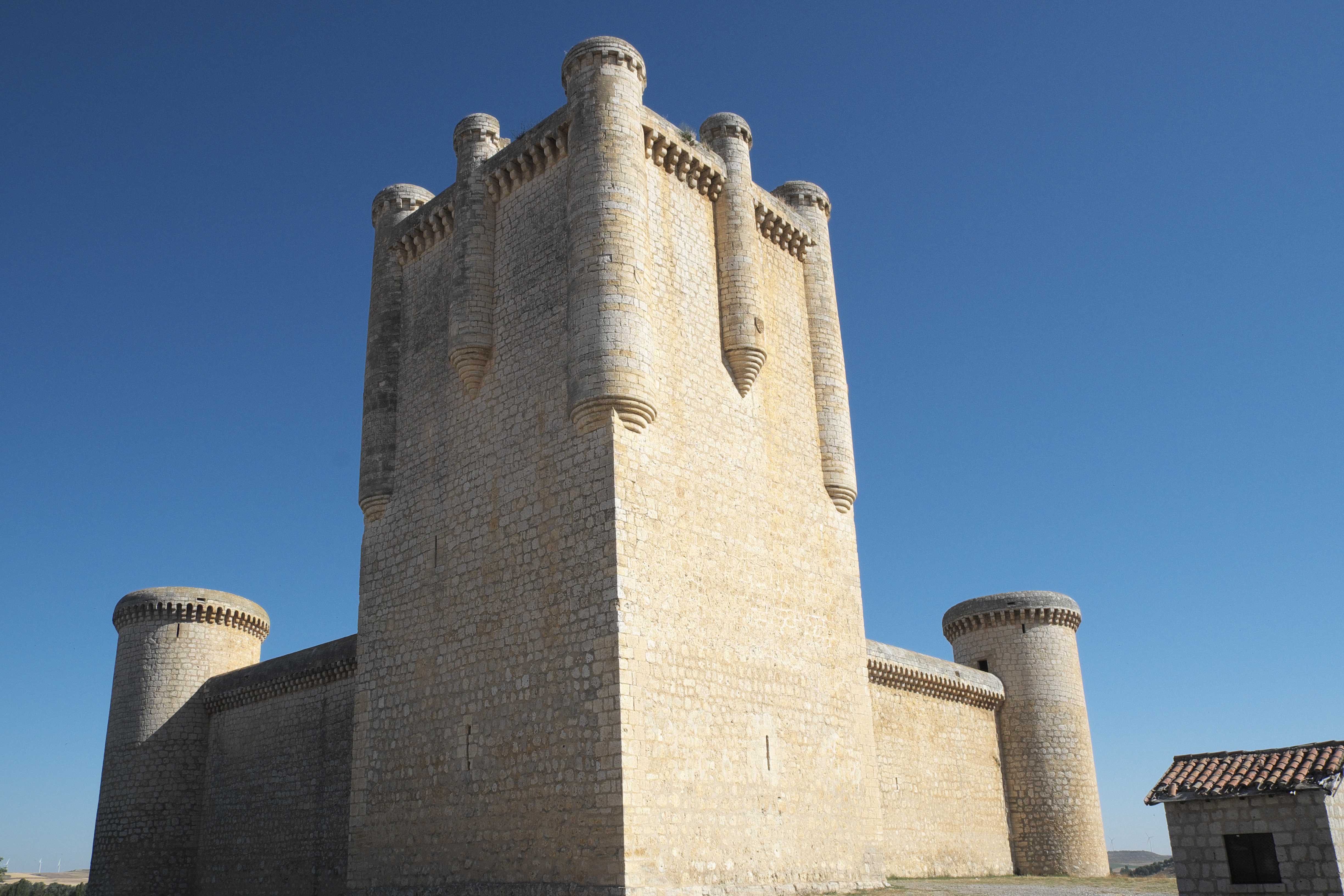
Château de Torrelobatón.
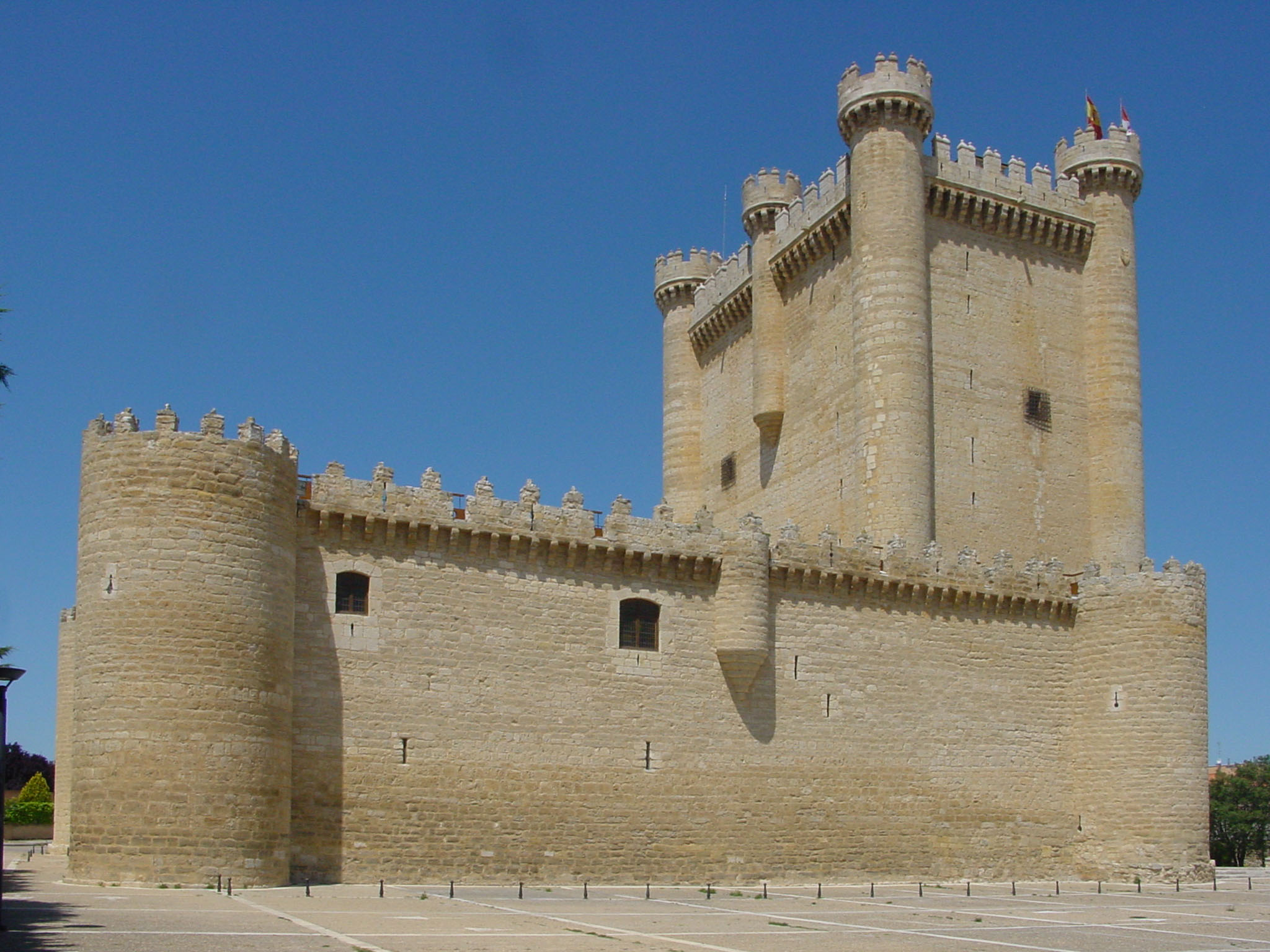
Château de Fuensaldaña.
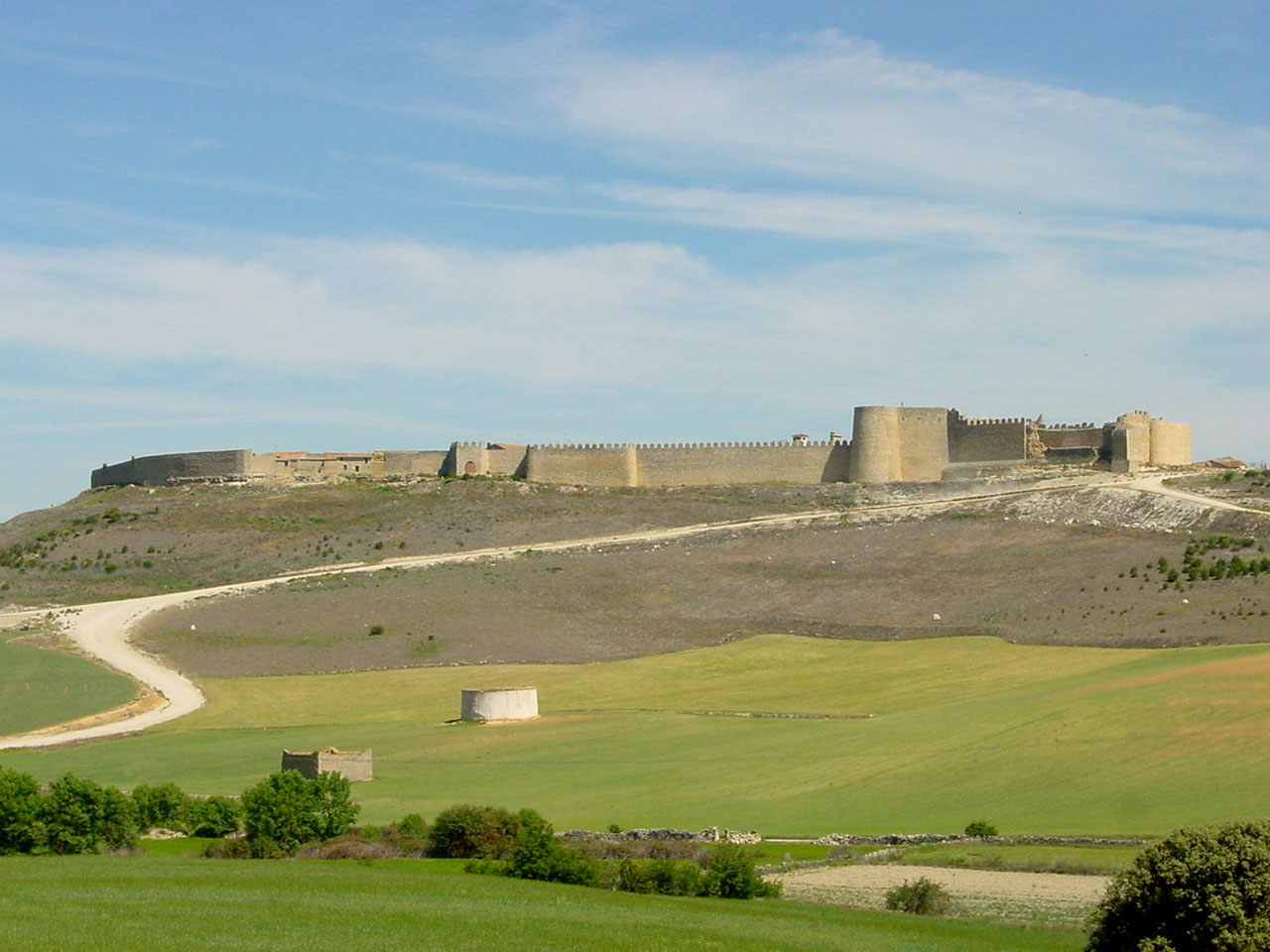
Muraille de Urueña, une ville médiévale.

#### Murailles
- Muraille de Cigales (Cigales)
- Muraille de Curiel de Duero (Curiel de Duero)
- Muraille de Mayorga (Mayorga)
- Muraille de Medina de Rioseco (Medina de Rioseco)
- Muraille de Medina del Campo (Medina del Campo)
- Muraille de Olmedo (Olmedo)
- Muraille de Peñafiel (Peñafiel)
- Muraille de Portillo (Portillo)
- Muraille de Tordesillas (Tordesillas)
- Muraille de Torrelobatón (Torrelobatón)
- Muraille de Tudela de Duero (Tudela de Duero)
- Muraille de Urueña (Urueña)
- Muraille de Valbuena de Duero (Valbuena de Duero)
- Muraille de Valladolid (Valladolid)
- Muraille de Villabrágima (Villabrágima)
- Muraille de Villalba de los Alcores (Villalba de los Alcores)

### Province de Zamora
- Château de Zamora, à Zamora
- Château de Toro, à Toro
- Château de Benavente, à Benavente
- Château de La Puebla de Sanabria, à La Puebla de Sanabria
- Château de Castrotorafe, à Castrotorafe
- Château de Villalonso, à Villalonso
- Muraille de Villalpando, à Villalpando
- Muraille de La Puebla de Sanabria, à La Puebla de Sanabria
- Muraille de Zamora, à Zamora
- Château de Castrotorafe, à Castrotorafe
- Château de Alba y Aliste, à Losacino
- Château de Asmesnal, à Alfaraz de Sayago

## Catalogne

### Province de Barcelone
- Château de Vallparadís, à Terrassa
- fort de Montjuïc, à Barcelone

### Province de Gérone
- Château de Cabrera, Maçanet de Cabrenys
- Château de Montgrí
- Château de Bellcaire
- Château de Sant Ferran, Figueres
- Château de Peralada
- Château Saint-Paul, Olot
- Château de Begur, Begur

### Province de Lérida
- Château de Castèth-Leon, à Es Bòrdes
- Couvent-forteresse de Gardeny, à Lérida
- Château de Granyena, à Grañena de Segarra
- Château de Montclar à Montclar (commune d'Agramunt)
- Château de Montsonís à Montsonís (commune de Foradada)
- Château de Mur, à Pallars Jussà
- Château de Les Pallargues à Les Pallargues (commune de Els Plans de Sió)
- Château de Vicfred, à Vicfred (commune de Sant Guim de la Plana)

### Province de Tarragone
- Château d'Ascó, à Ascó
- Château de Barberà, à Barberà de la Conca
- Château de Miravet, à Miravet
- Château de Sant Joan ou de la Zuda, à Tortosa

## Estrémadure

### Province de Badajoz
- Château de Medellin, à Medellin
- Alcazaba de Badajoz, à Badajoz
- Château de Alburquerque, à Alburquerque
- Château de Zafra, à Zafra
- Alcazaba de Mérida, à Mérida

### Province de Cáceres
- Alcazaba de Trujillo, à Trujillo
- Château de Belvís de Monroy, à Belvís de Monroy
- Muraille de Cáceres, à Cáceres
- Château de Granadilla, à Zarza de Granadilla
- Château de Carlos V, à Jarandilla de la Vera

## Galice

### Province de La Corogne

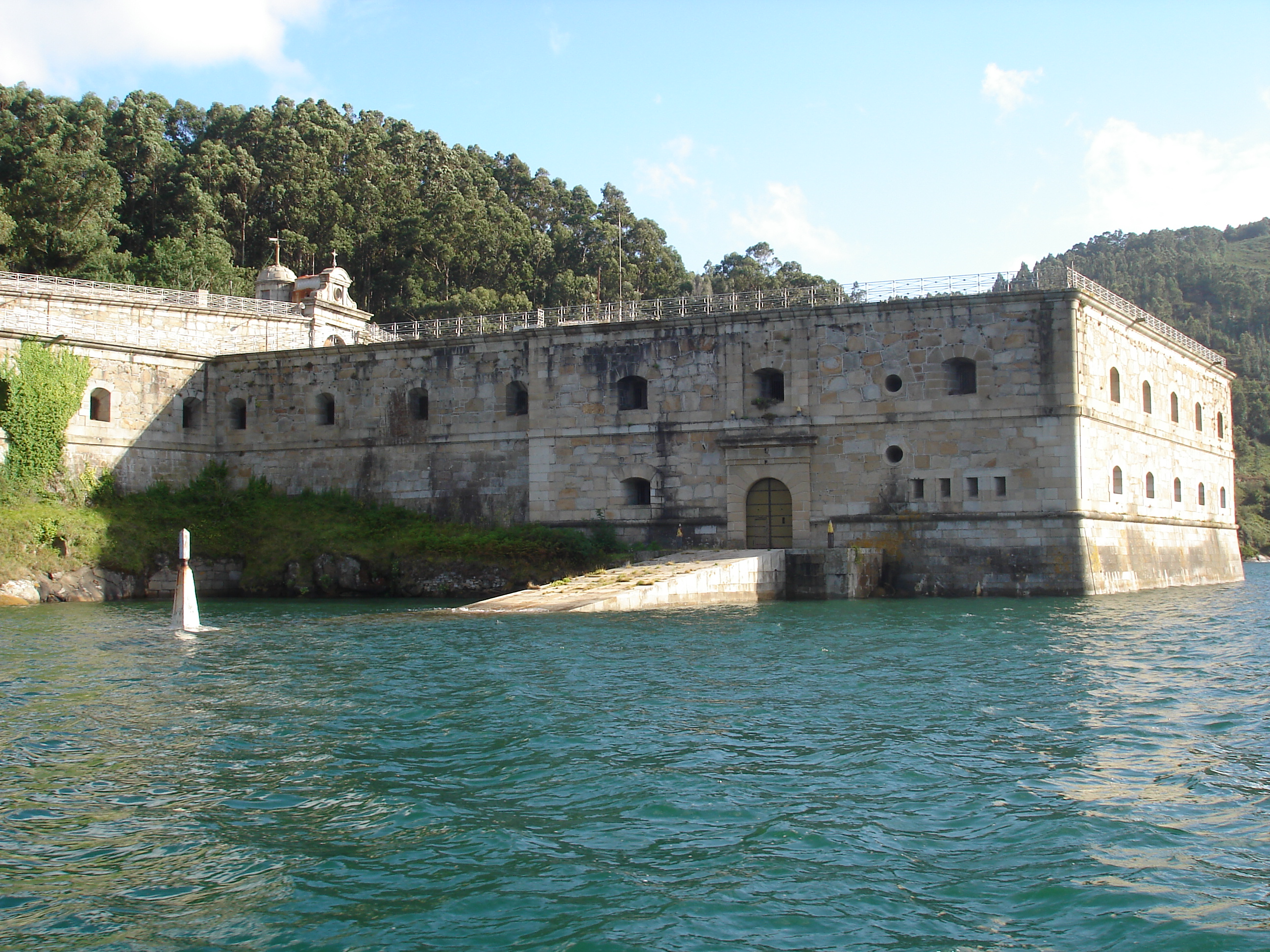
Accès à la forteresse de la Palma depuis la ría du Ferrol.

- Château de Santo Antón (es) (Castelo de Santo Antón), forteresse du XVIe siècle construite pour la défense de la ville de La Corogne, sur le territoire de la dite commune.
- Château de la Palma (es) (Castelo da Palma ou Castelo de Nosa Señora da Palma), forteresse du XVIe siècle construite pour la défense de la ría du Ferrol, sur le territoire de la commune de Mugardos.
- Château de Moeche (es) à Moeche.
- Château de la Rocha Forte (Castelo da Rocha Forte) à Saint-Jacques-de-Compostelle.
- Château de San Felipe (es)

### Province de Lugo

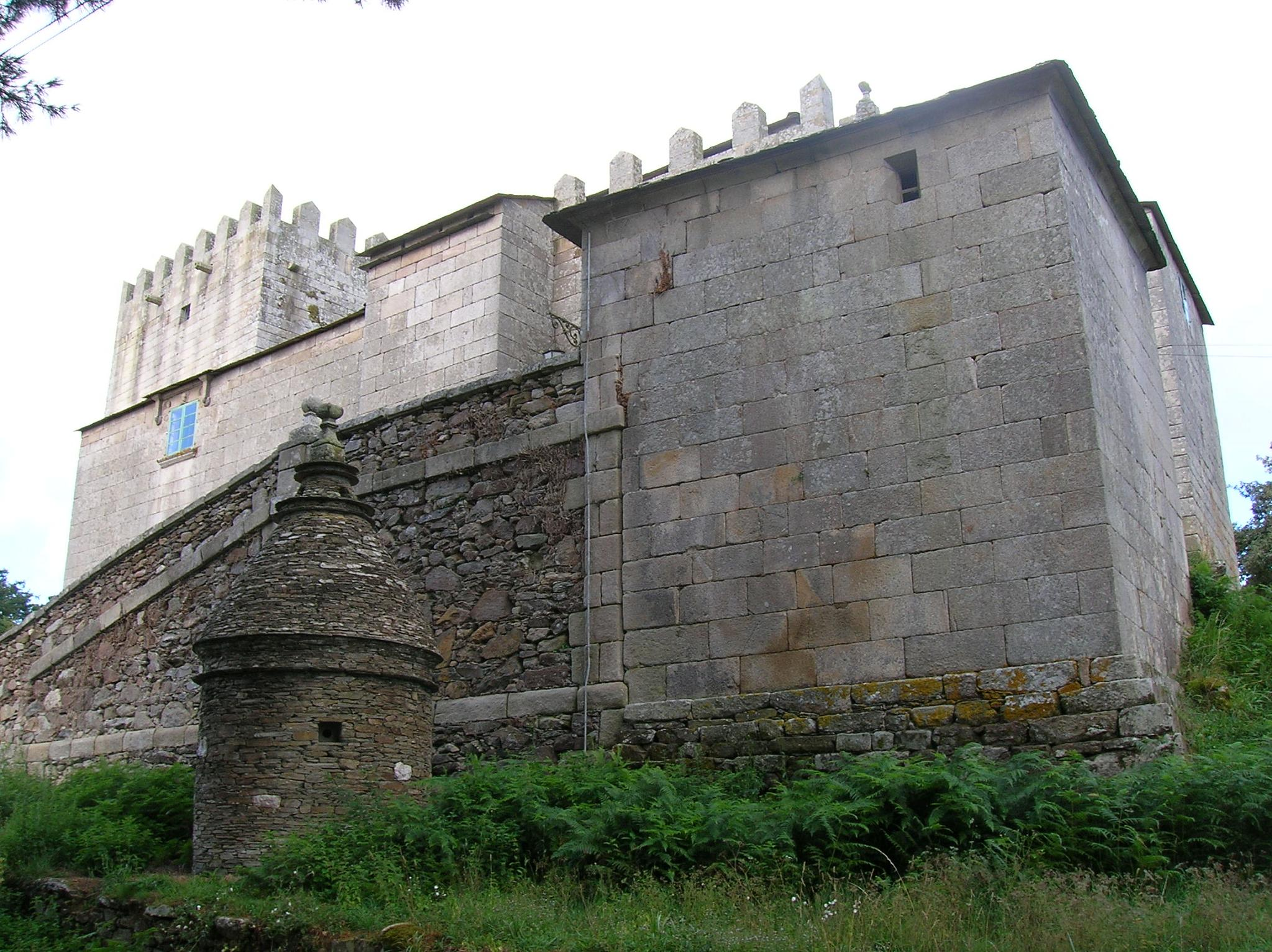
Forteresse de San Paio de Narla.

- Forteresse de San Paio de Narla (Fortaleza de San Paio de Narla), sur la commune de Friol.
- Château de Castelduoro (es) à Alfoz.

### Province d'Ourense
- Tour de Vilanova dos Infantes (Torre de Vilanova dos Infantes) à Celanova, tour restaurée, d'une forteresse du Xe siècle dont il ne reste qu'une muraille en ruines.
- Château de Maceda (Castelo de Maceda) à Maceda.
- Château de Sandiás (es) (Castelo de Sandiás) à Sandiás.

### Province de Pontevedra
- Château de Soutomaior à Soutomaior.
- Tours de l'Ouest (Torres do Oeste), ruines consolidées d'une forteresse sur la commune de Catoira.
- Château de Sobroso (Castelo de Sobroso), château restauré au cours du XXe siècle, sur la commune de Mondariz.
- Château de Monterreal à Baiona.

## Communauté de Madrid
- Palais du Pardo, à Madrid
- Château de Manzanares el Real, à Manzanares el Real
- Château de Buitrago del Lozoya, à Buitrago del Lozoya
- Muraille de Buitrago del Lozoya, à Buitrago del Lozoya
- Château de S. Martín de Valdeiglesias, à San Martín de Valdeiglesias

## Région de Murcie
- Château de Lorca à Lorca
- Château de Moratalla

## Navarre
- Château d'Amaiur, à Amaiur
- Palais des Rois de Navarre à Pampelune
- Palais royal d'Olite à Olite

## Pays basque

### Biscaye

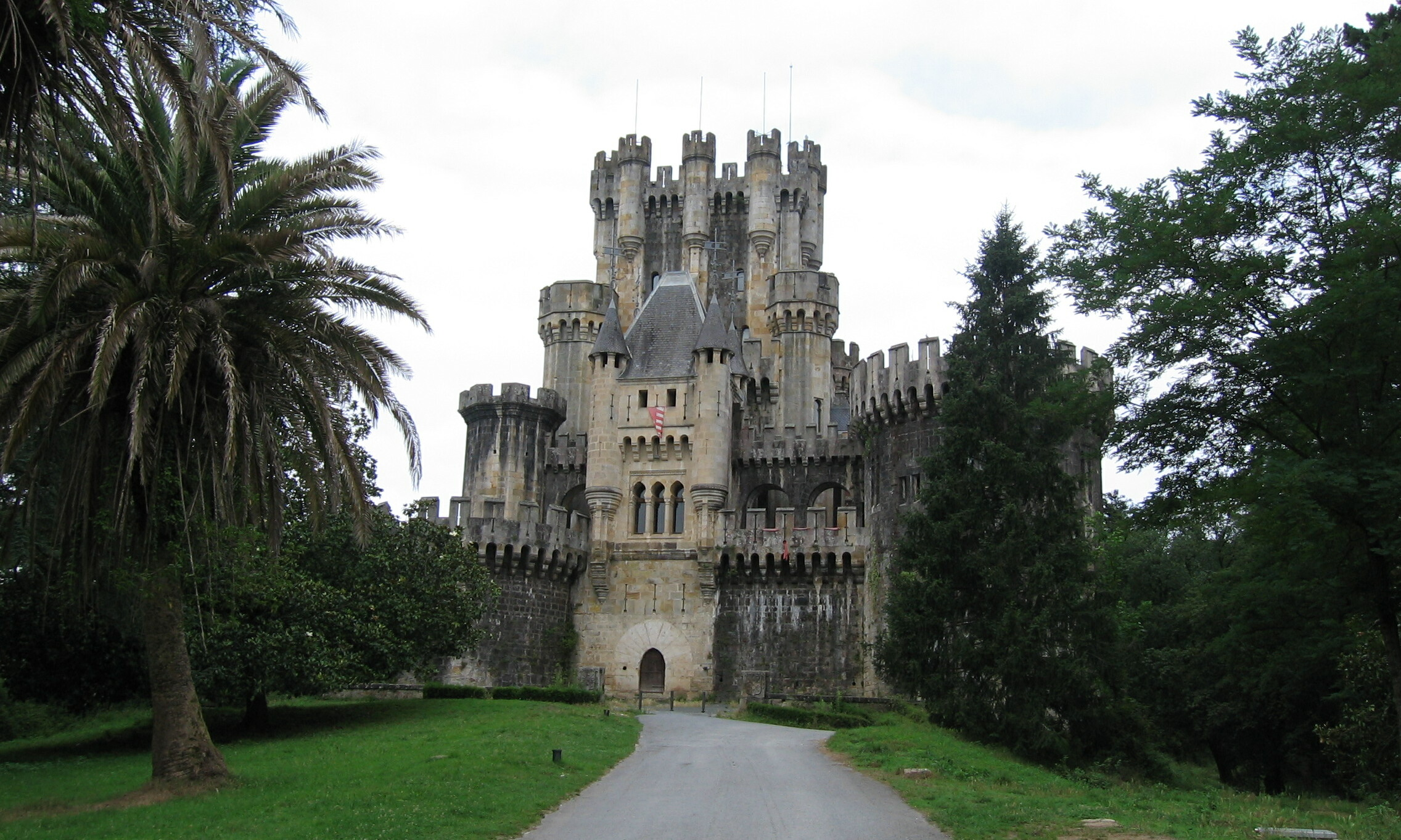
Château de Butrón

- Château de Butrón, à Gatika

## La Rioja
- Château de Sajazarra, à Sajazarra
- Tour de Torremontalbo, à Torremontalbo
- Muraille de Stº Domingo de la Calzada, à Santo Domingo de la Calzada
- Château de S. Vicente de la Sonsierra, à San Vicente de la Sonsierra
- Château de Davadillo, à San Asensio
- Château de Leiva, à Leiva
- Tour Mocha, à Foncea
- Château de los Velasco, à Cuzcurrita de Río Tirón
- Château de Clavijo, à Clavijo
- Tour de Anguciana, à Anguciana
- Tour de Lumbreras, à Lumbreras
- Château de Préjano, à Préjano
- Château d'Aguas Mansas, à Agoncillo
- Château de Cornago, à Cornago

## Communauté valencienne

### Province d'Alicante
- Château de Forna à Adsubia
- Château d'Agres à Agres
- Château de Barchell à Alcoy

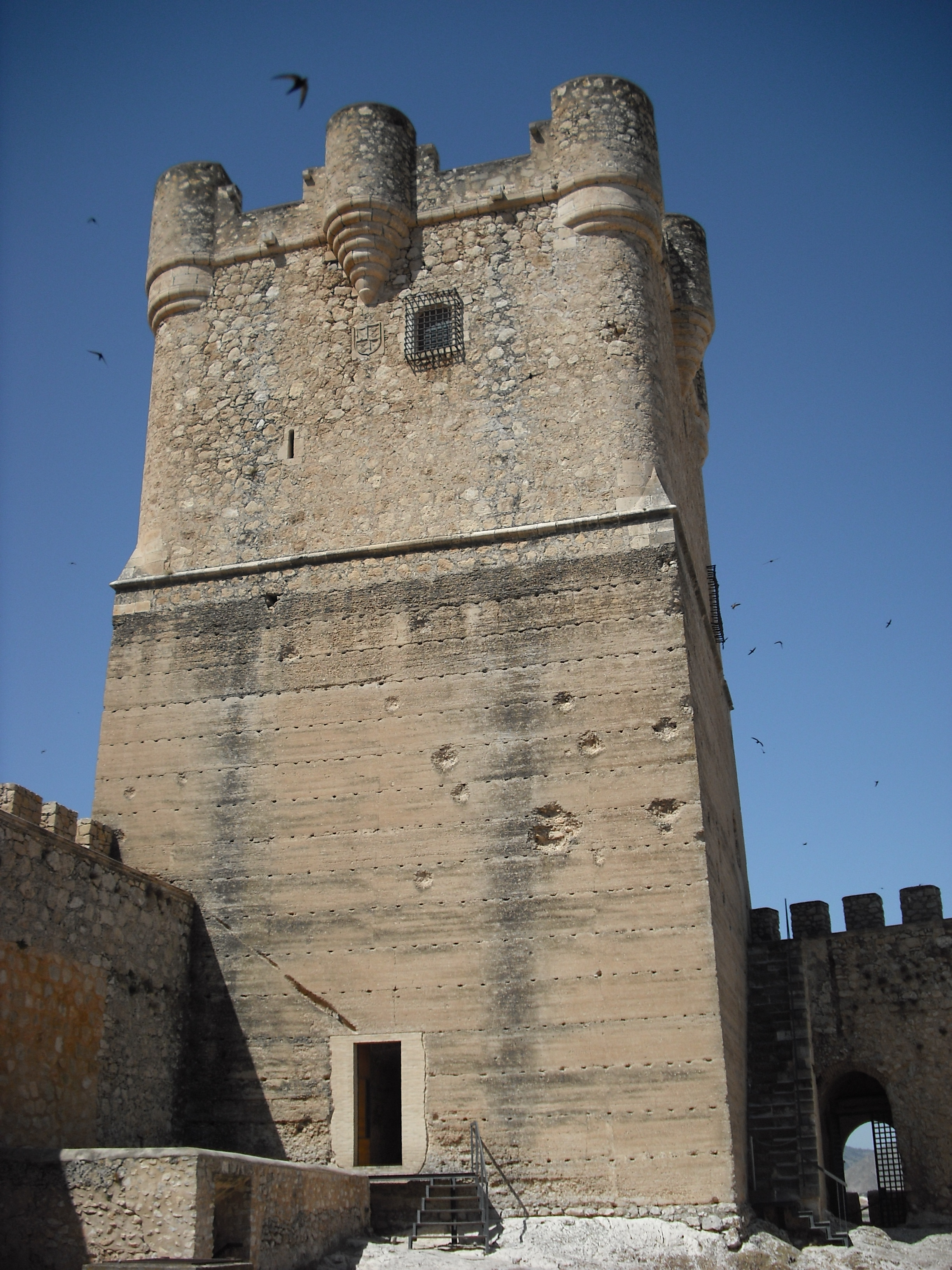
Château de la Atalaya, à Villena.

- Château de Santa Barbara, à Alicante
- Château de Banyeres, à Banyeres de Mariola
- Château de Cocentaina, à Cocentaina
- Château de Dénia à Dénia
- Château d'Altamira, à Elche
- Château de Biar, à Biar
- Château de Guardamar, à Guardamar del Segura
- Château de la Atalaya, à Villena
- Château de la Mola, à Novelda

### Province de Castellón
- Château de la Maestranza de Montesa, à Cervera del Maestre
- Château de Morella, à Morella
- Château de Peñíscola, à Peñíscola
- Château de Xivert, à Alcalà de Xivert